# El Bierzo
El Bierzo (oficialmente, El Bierzo, con el artículo) (en leonés, El Bierzu; en gallego, O Bierzo[cita requerida]) es una comarca administrativa compuesta de treinta y ocho municipios, conformada en 1991 a partir de la región natural española del mismo nombre situada en el tercio occidental de la provincia de León, en la comunidad autónoma de Castilla y León. Geográficamente, el Bierzo se estructura alrededor de varios valles en la cuenca del río Sil, con individualidades de tipo geográfico que hacen que se les considere a su vez como subcomarcas o comarcas, según las fuentes. En la división territorial de 1822 se estableció la provincia del Bierzo, con capital en Villafranca, que estaba integrada por el Bierzo propiamente dicho, y las comarcas de la Cabrera (en su mitad occidental), Valdeorras y Laciana. Sin embargo, la división provincial de 1833 no recogió en la reestructuración territorial a la provincia berciana, que vio repartidos los territorios que integraban la provincia de 1822 entre las provincias de León (caso del Bierzo, la Cabrera y Laciana), y Orense (caso de Valdeorras). El castellano es la lengua oficial y de uso más extendido, aunque también se habla, en menor medida, el gallego y el leonés, cuya hibridación ha dado lugar a un dialecto berciano con diversas variaciones locales.
Disfruta de un microclima mediterráneo suave, resultado de la combinación del clima atlántico y del mediterráneo continental. La pluviometría media anual no alcanza los 730 mm y la temperatura media es de 12,3 °C. La actividad económica se centró durante los primeros años de siglo XX en la minería, la industria siderúrgica y la generación de energía. La última mina de carbón en el Bierzo cerró en el año 2018. El sector agroalimentario, con producción de frutas, verduras, vinos y otros productos inscritos en la denominación de origen del Bierzo, es en este momento uno de los principales motores económicos de la comarca.

## Toponimia
El nombre de la comarca proviene probablemente del orónimo celtibérico Bergidom o Bergidum, derivado a su vez de la raíz indoeuropea bhergh- con el significado de 'alto', o 'elevado'. El topónimo aludía a asentamientos en colinas o montañas. El nombre evolucionó a Berizum, como aparece en documentos de los siglos IX y X, de cuyo ablativo Berizo habría resultado el nombre actual.

## Geografía física

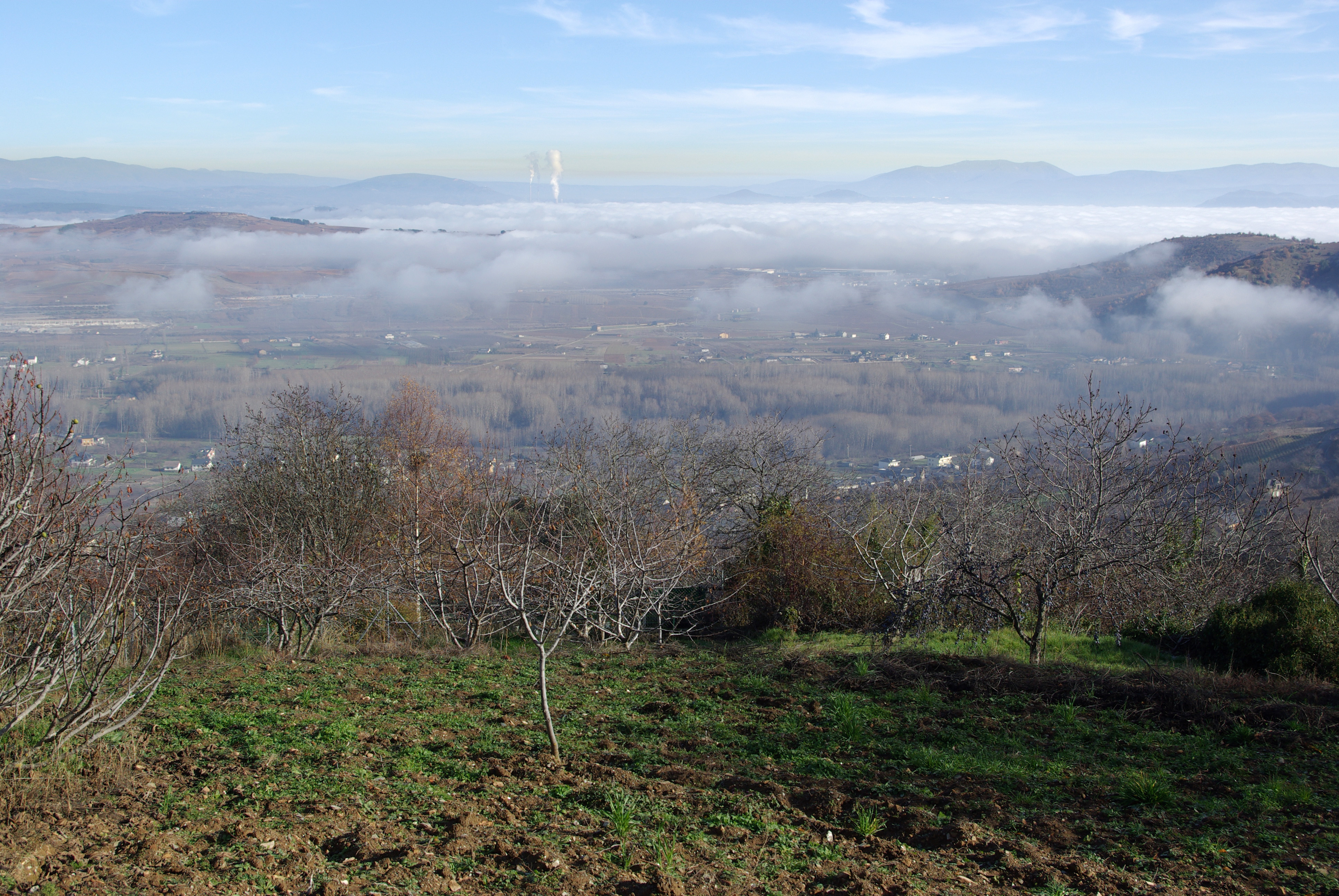
«Hoya» del Bierzo vista desde Corullón.

El Bierzo se encuentra al oeste de la provincia de León. Limita al norte con Asturias, al oeste con Lugo y Orense; los Montes de León se consideran el límite natural oriental con el resto de la provincia de León, aunque en ocasiones se reserva el término «Bierzo» para referirse únicamente a la zona central o
Bierzo Bajo, reflejando la gran diversidad geográfica que caracteriza al espacio y que ha supuesto la denominación de subcomarcas o comarcas a cada uno de los valles que conforman la comarca actual, como Valle de Ancares, Valle de Balboa, Valle de Burbia y Valle de Fornela —los cuales actualmente conforman la región conocida como «Ancares Bercianos»— Valle del Valcarce Rivas del Sil, Valle del Oza, Valle del Boeza, etc.
| Noroeste: Provincia de Lugo                    | Norte: Principado de Asturias | Noreste: Laciana y Omaña |
| Oeste: Provincia de Lugo y Provincia de Orense |                               | Este: La Cepeda          |
| Suroeste Provincia de Orense                   | Sur: La Cabrera               | Sureste: La Maragatería  |

El Bierzo histórico comprende aproximadamente la cuenca fluvial del río Sil en León, con las excepciones de Babia, Laciana y parte de la Cabrera baja. Los municipios cabreireses de Benuza y Puente de Domingo Flórez se integraron en la Comarca del Bierzo desde su fundación en 1991, junto con Arganza, Balboa, Barjas, Bembibre, Berlanga del Bierzo, Borrenes, Cabañas Raras, Cacabelos, Camponaraya, Candín, Carracedelo, Carucedo, Castropodame, Congosto, Corullón, Cubillos del Sil, Fabero, Folgoso de la Ribera, Igüeña, Molinaseca, Noceda del Bierzo, Oencia, Páramo del Sil, Peranzanes, Ponferrada, Priaranza del Bierzo, Sancedo, Sobrado, Toral de los Vados, Toreno, Torre del Bierzo, Trabadelo, Vega de Espinareda, Vega de Valcarce y Villafranca del Bierzo; el municipio de Palacios del Sil solicitó su incorporación en 2005.

### Orogenia

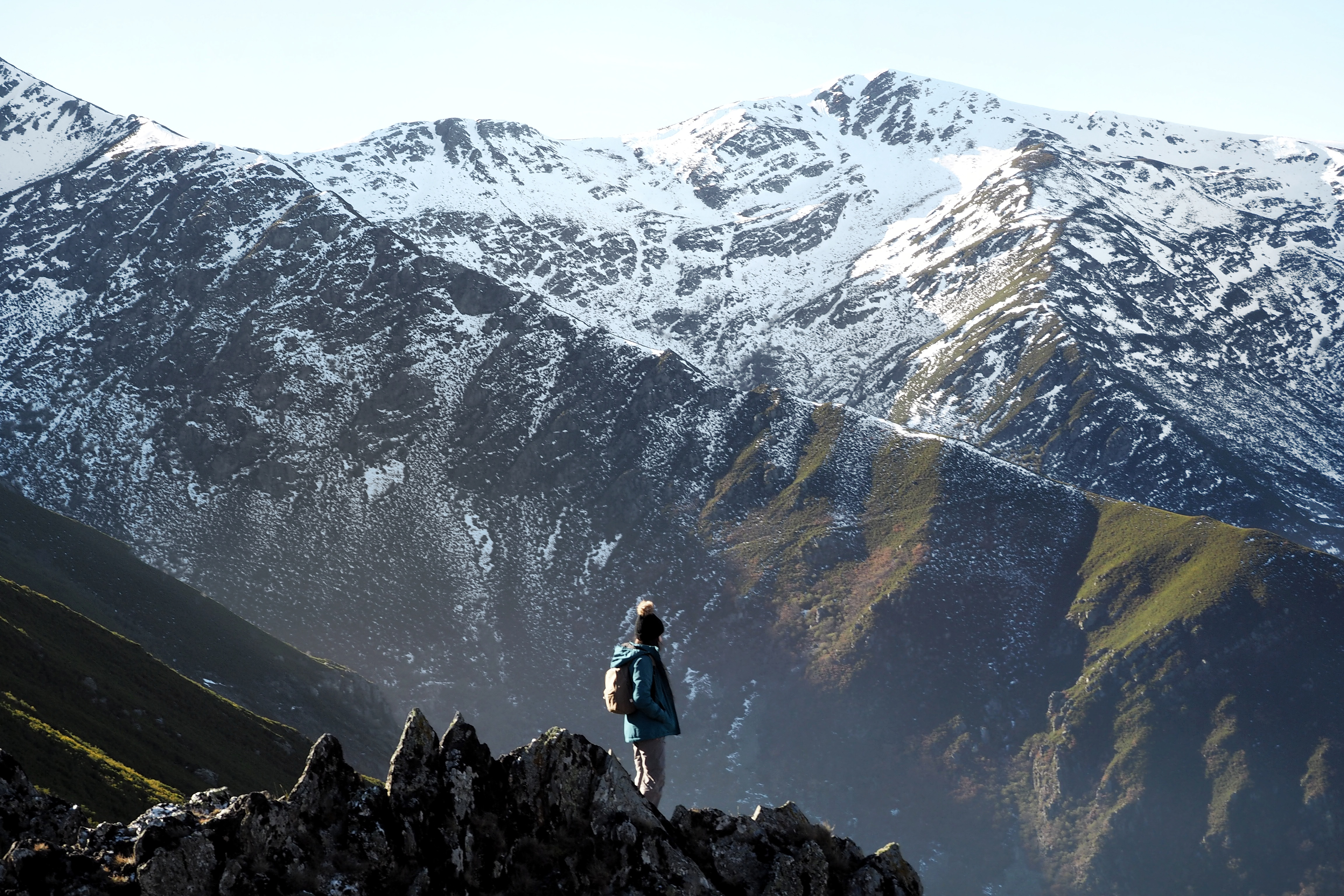
Invierno sobre Cabeza de la Yegua

Físicamente, el Bierzo se divide en un cerco montañoso, a una altitud media superior de 800 m s. n. m. que rodea una «hoya» o depresión central. En el medio de montaña destacan la sierra del Caurel con el Pico Montouto (1541 m s. n. m.) y Faro (1615  m s. n. m.), la sierra de Ancares y el Pico Miravalles (1969 m s. n. m.) al norte y noroeste. Al nordeste, la sierra de Gistredo dominada por el pico Catoute (2111 m s. n. m.), y al este y al sur los Montes de León y los Montes Aquilianos, y sus cumbres Cabeza de la Yegua (2142 m s. n. m.) y Pico Tuerto (2135 m s. n. m.).
La región natural del Bierzo tuvo su origen en la orogenia varisca, que se produjo al final del Paleozoico. Durante el Mesozoico no hubo gran desarrollo orogénico y dominaron los procesos de erosión y sedimentación. La orogenia Alpina, que tuvo lugar en la era Cenozoica, resultó en la elevación de las antiguas montañas, mientras que la zona central se hundió y originó la fosa tectónica que formaría la hoya; el hundimiento fue más rápido hacia el oeste, lo que causó que los ríos, que al principio fluían desde el noroeste hacia el sudeste, como ocurre hoy en día en los valles al este del Bierzo, cambiaran su curso hacia el oeste, configurando la cuenca del Miño-Sil.
La erosión fluvial ha jugado un papel importante en la formación del relieve. El acusado desnivel entre las áreas montañosas y la depresión central ha favorecido la formación de valles encajados en las primeras, mientras que en la hoya se compone principalmente de materiales sedimentarios depositados durante el Cenozoico y Neozoico. En la era Neozoica, el glaciarismo ha dejado su imprenta en las acumulaciones rocosas de las morrenas y en algunos valles en artesa en los Ancares, Fornela, la sierra de Gistredo y los montes Aquilianos. Las actividades humanas, principalmente la minería también han dejado una huella en el relieve; el ejemplo más destacado es el paisaje de Las Médulas.

### Clima

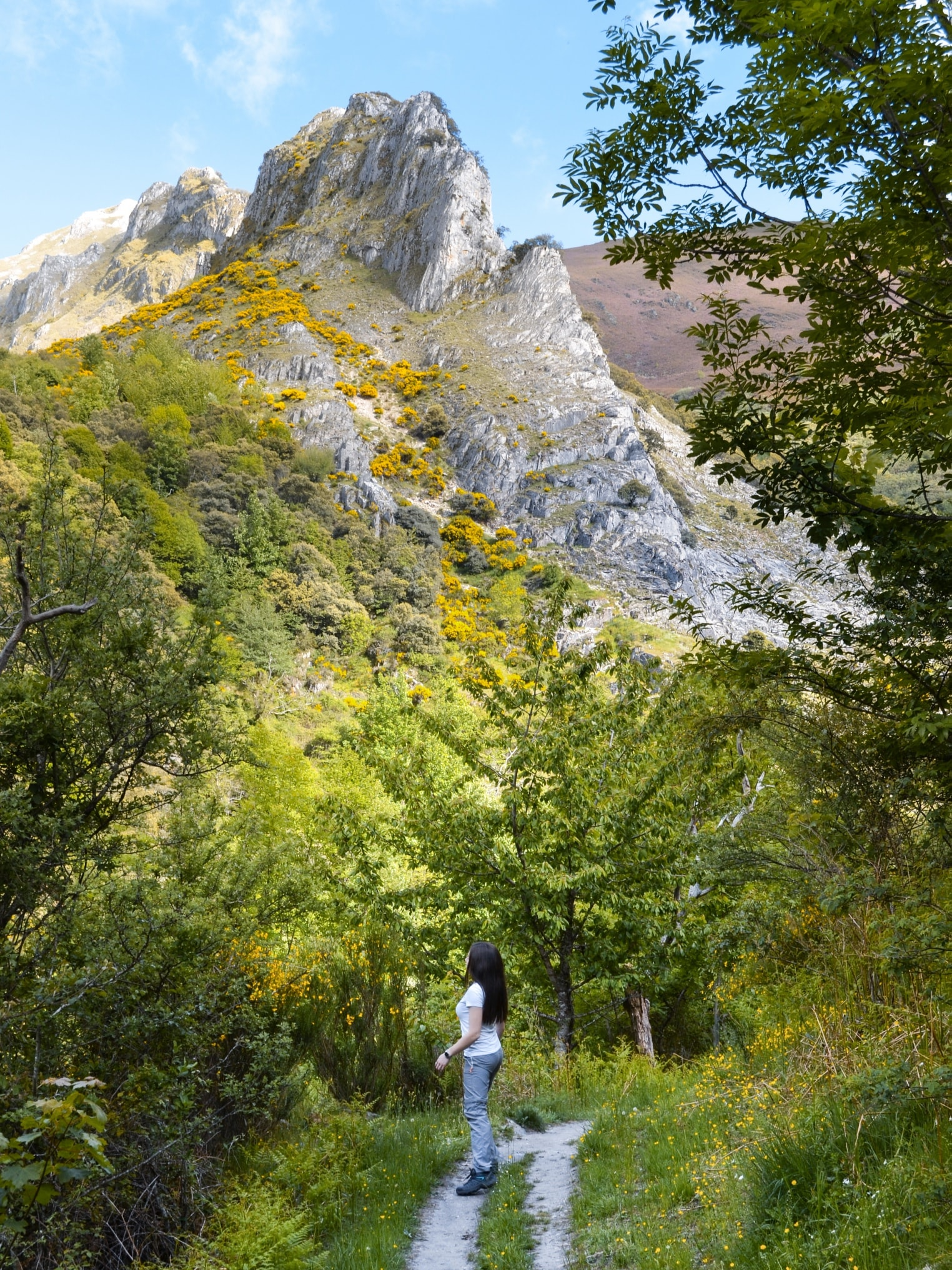
Paisaje primaveral desde el valle del Silencio, al sur de la comarca

El clima del Bierzo es generalmente más suave que el clima mediterráneo continentalizado del resto de la provincia de León, por estar más expuesto a la influencia atlántica. El valor medio de precipitación anual, de casi 730 mm está entre los de Galicia y la Meseta Norte, y la temperatura media, de 12,3 °C, es relativamente alta gracias a la ubicación en una depresión.
Según la Agencia Estatal de Meteorología de España el clima del Bierzo corresponde a la variante Csb de la clasificación climática de Köppen, es decir clima mediterráneo de veranos suaves, con la media del mes más cálido inferior o rondando los 22 °C pero superándose los 10 °C durante más de cuatro meses.
El clima de la comarca, no obstante, dista de ser uniforme, dándose importantes variaciones en función de la altitud y la orientación del terreno que originan distintos microclimas. En particular, cabe destacar el contraste entre la montaña y la hoya: en la primera, las precipitaciones alcanzan valores por encima de los 900 mm anuales, y pueden llegar al doble en el Valle de Ancares; las precipitaciones suelen ser en forma de nieve en los meses más fríos y la temperatura media anual no rebasa los 10 °C; mientras, el clima en la hoya es más cálido y continentalizado.

### Hidrografía

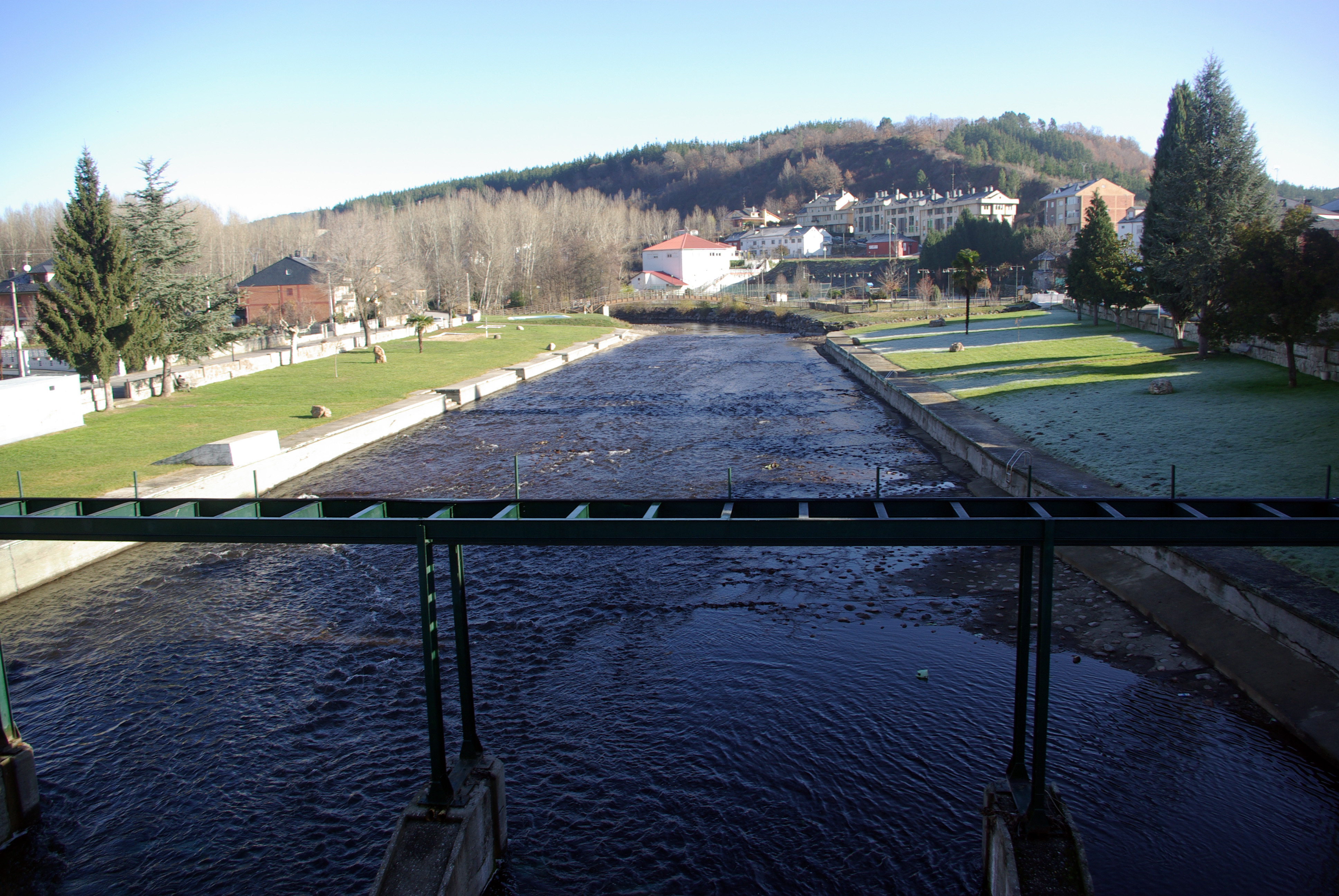
Río Cúa en Vega de Espinareda

El río Sil es el eje hidrográfico del Bierzo, y todas las aguas de la comarca son tributarias de este río, excepto el Rao y el Ser. Los afluentes principales son, por la vertiente norte, el Burbia y el Valcarce, que se unen antes de desembocar en el río Cúa, al que también afluye el Ancares. Por el margen sur, destacan el Cabrera, el río Oza y el Boeza. El Sil y el Boeza dividen la hoya berciana en las subcuencas de Ponferrada y de Bembibre respectivamente, separadas por el Domo de la Virgen de la Peña.
Todas las cabeceras pluviales se destacan por su encajamiento en valles profundos de gran pendiente. A causa del gran desnivel, la cabecera de la red fluvial del Sil tiene una gran capacidad erosiva y el proceso de captura de la red del Duero por aquella es aparente en las zonas limítrofes orientales del Bierzo.
El régimen fluvial predominante es nivopluvial, con máximos en invierno y primavera por la abundancia de las precipitaciones en forma de nieve en las zonas de montaña. El Sil transporta un alto caudal, de 100 m³ de media, de ahí el dicho popular que reza «el Sil lleva el agua y el Miño, la fama». Las aguas son aprovechadas para la generación de energía hidráulica y el riego mediante el Canal Alto y Bajo del Bierzo. En algunos tramos la cuenca presenta contaminación debido a las actividades mineras, como el lavado del carbón y la extracción de pizarra.

## Historia
Desde antiguo esta zona se ha individualizado por sus caracteres propios y va a tener siempre una consideración señorial y administrativa basada en su delimitación geográfica y su importancia estratégica como lugar de paso (Tomás Mañanes)

### Paleolítico y Neolítico

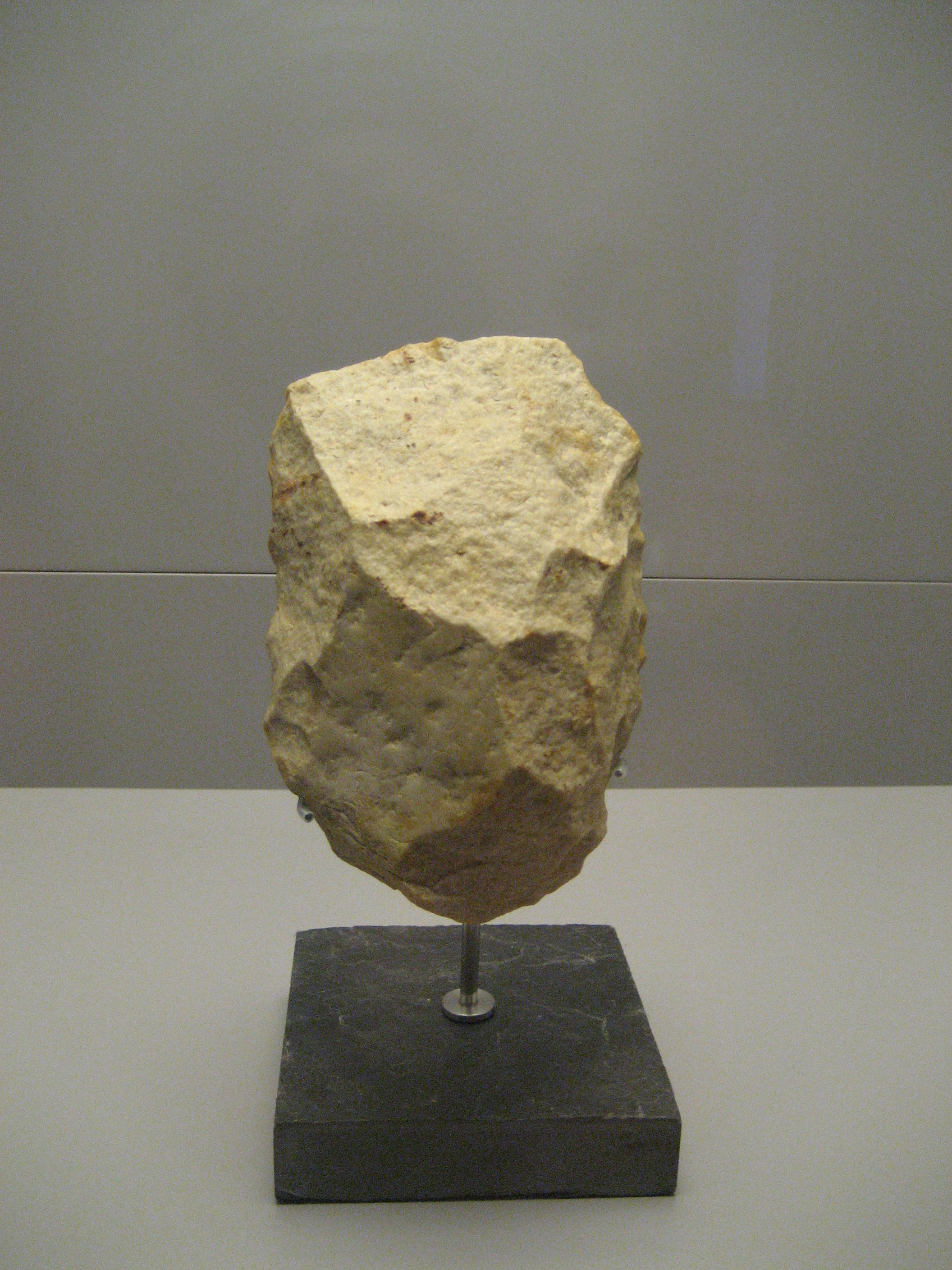
Hendedor hallado en el Bierzo.

Existe un gran desconocimiento de la prehistoria y protohistoria en el Bierzo solo remediada, en parte, gracias a puntuales labores arqueológicas y la epigrafía. Hasta llegar a la época prerromana, de la que tenemos un conocimiento más preciso. Los hallazgos correspondientes a la Edad del Bronce o anteriores han sido casuales y no fruto de investigaciones o excavaciones arqueológicas. Esa ausencia de prospecciones arqueológicas motivó que algunos autores afirmaran que el Bierzo estuvo despoblado en el Paleolítico y en el Neolítico, afirmación desmentida actualmente con hallazgos que permiten certificar un poblamiento prehistórico del Bierzo. Se han encontrado numerosas piezas en las terrazas del río Cúa catalogadas entre el 300 000 y el 100 000 a. C. (la complicada orografía berciana debió de dificultar la comunicación y el comercio que en otras zonas, el caso de la Meseta, fue más habitual, dificultando la datación cronológica de las piezas). Existen varios hallazgos correspondientes al neolítico, sobre todo hachas pulimentadas en diversos lugares del Bierzo (Ancares, Ponferrada, Corbón del Sil).[cita requerida]

### Calcolítico y Edad del Bronce

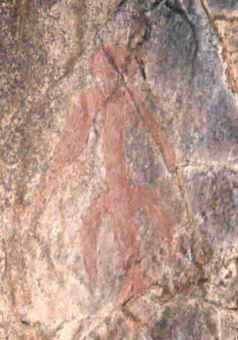
Pinturas rupestres cerca de San Pedro Mallo.

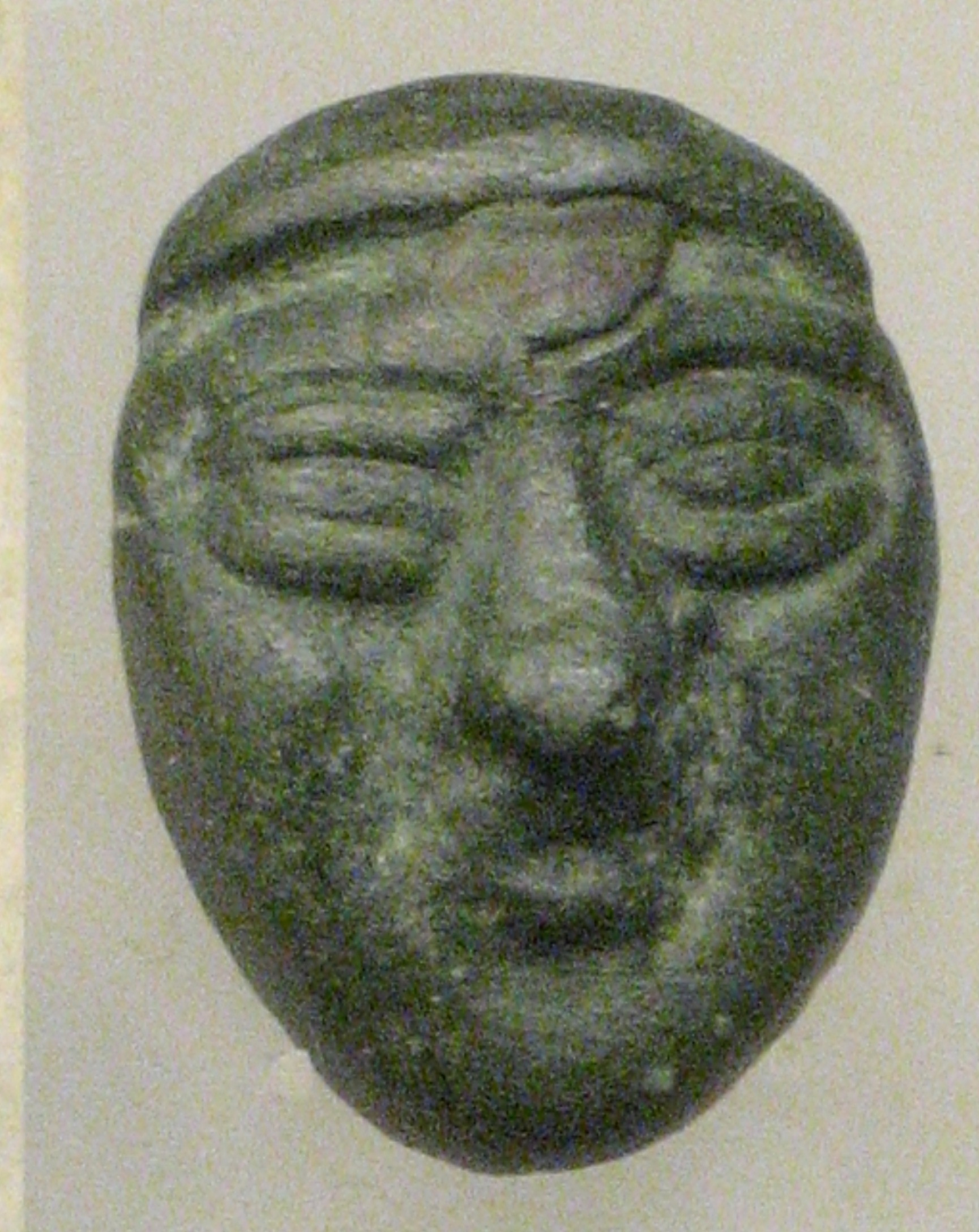
Cabeza de bronce hallada en Castro Bergidum.

Se localizan restos de esta época, cerámica precampaniforme en la Cueva de las Tres Ventanas (Toral de los Vados) y destacar las pinturas rupestres halladas en las cercanías de Sésamo y Librán, posiblemente pertenecientes a esta época.
Existen variados hallazgos correspondientes a la Edad del Bronce (puntas de lanza, herramientas, cerámica,…), correspondientes a todas sus etapas intermedias. En esta época también se fechan, mayoritariamente, los Ídolos de Noceda del Bierzo y Villafranca del Bierzo, aunque hay dudas sobre tal datación.
Las características siguen siendo las de una economía de subsistencia que muy poco a poco reciben influencias exteriores, que va desarrollándose en la época siguiente.

### Edad del Hierro

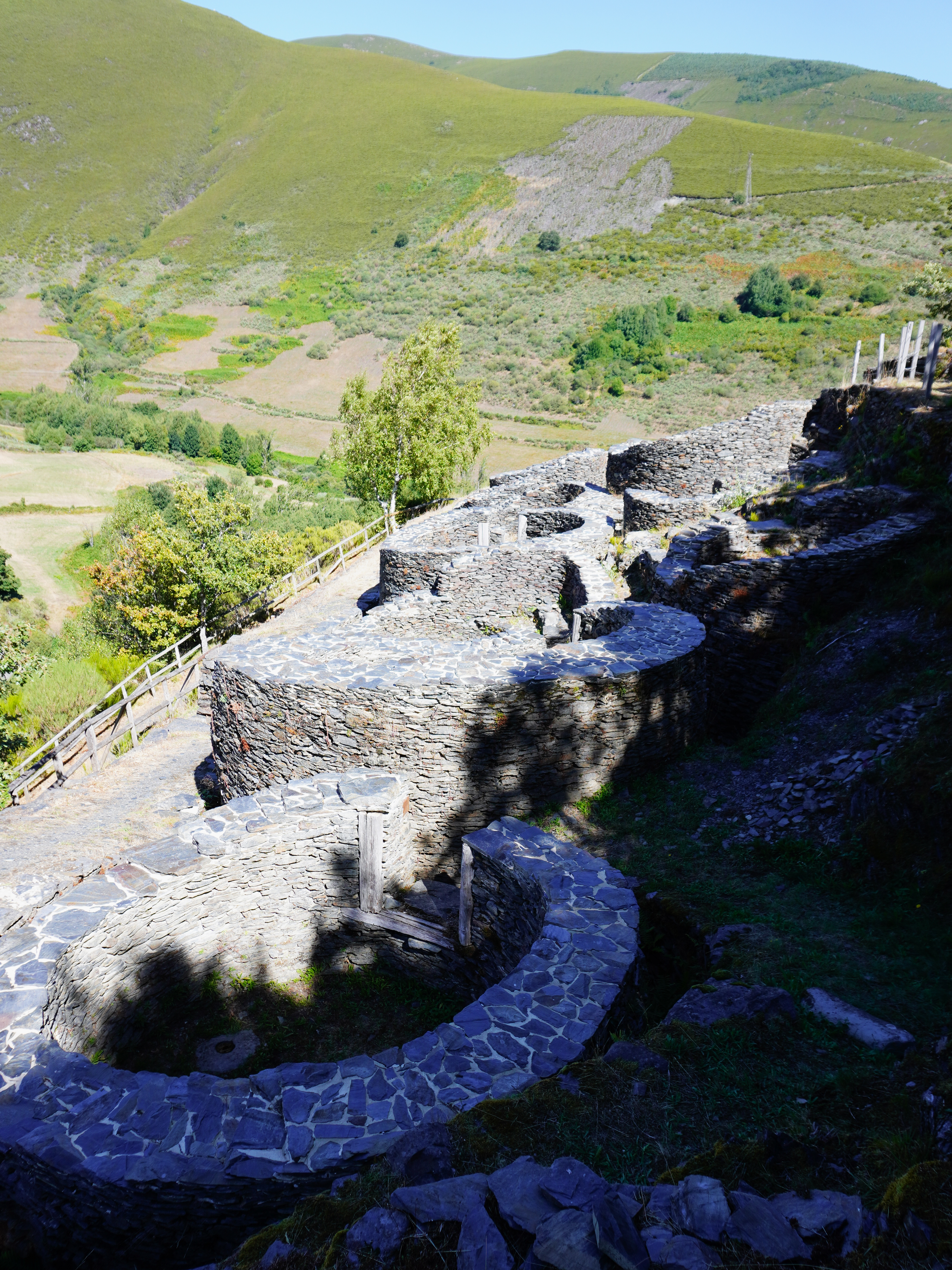
Castro de Chano (municipio de Peranzanes)

En el Bierzo, como en el resto del norte peninsular se desarrolla la cultura castreña.[cita requerida] El incipiente aperturismo en sus relaciones comerciales, avistado en la anterior etapa, se ve cortado tras la invasión romana de la Meseta en el siglo II a. C.
Son muchos los yacimientos y los hallazgos correspondientes a esta época. Ejemplos de castros son Castro Bergidum (cerca de Cacabelos) y el Castro de Chano (Chano, Fornela) entre otro muchos y entre los hallazgos diversos utensilios pétreos y metálicos destinados a distintas funciones y tesorillos como el del Castro de Chano.

#### Cultura castreña: El Bierzo astur

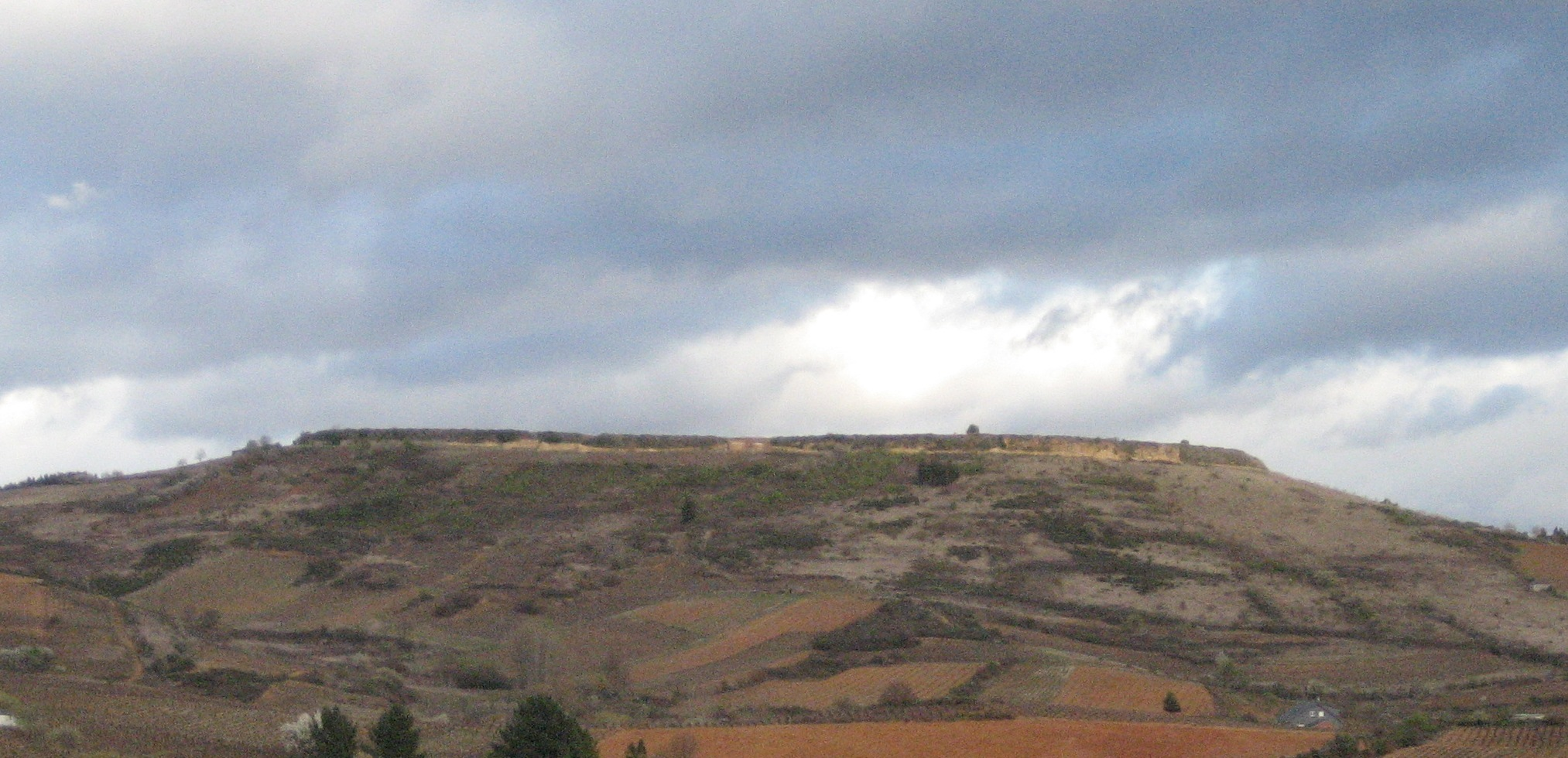
Castro Bergidum (municipios de Cacabelos y Villafranca del Bierzo)

Es difícil retratar la organización social de los pueblos prerromanos del norte peninsular, ya que, probablemente, los autores clásicos proyectaron el modelo social característico del área mediterránea anterior a los estados griego y romano. Según esos autores los pueblos prerromanos se agrupaban por lazos consanguíneos y de parentesco. Varias familias formaban una gentilitas o castellum (entre otros sustantivos sinónimos), varias de estas formaban una gens y varias gens formaban un pueblo.
Los romanos integraron, tras su conquista, el Bierzo dentro del pueblo astur, como así recogen la mayoría de investigadores y las crónicas de la época. Asimismo desconocemos cuáles fueron sus gens y sus gentilitas, aunque conocemos alguna de estas, como son los bolgenses, louciocelo, queledini y lougueos, encontradas estas pistas gracias a lápidas halladas en distintos lugares del Bierzo (esta mención epigráfica encuadra al Bierzo dentro del ámbito de la cultura castreña astur, en la que era frecuente esto, un hecho cultural, el castreño, compartido con otros pueblos prerromanos colindantes a los astures, como los galaicos o los vetones). Sobre la gens astures a las que pudieran pertenecer se desconoce, ya que no existen pruebas concluyentes, se habla de los superatios, orniacos, pésicos, de susarros y de los gigurros, que ocupaban el extremo oriental de la actual provincia de Orense y el suroeste de la comarca del Bierzo en la actual provincia de León. El nombre de la hoy comarca de Valdeorras es una continuación del nombre de tal pueblo (Giorres, Eurres y Iorres en la Alta Edad Media, más tarde Vallem de Iorres, y hasta el siglo XIX Valdiorres, que alternará con Valdeorras), pero los límites antiguos son desconocidos. Su capital era "Forum Gigurrorum", cerca de A Rua; de estos últimos algunos autores, deduciéndolo de la obra de Plinio, creen desprender que esa es la gens a la que pertenece la población que habitaba la mayor parte del Bierzo. Otros autores hablan de la gens Bergidense pero no existe ninguna referencia hasta la Edad Media de la utilización de esta denominación para referirse a los habitantes del Bierzo.

### Periodo romano
La inserción del Bierzo en el mundo romano se hizo rápidamente, resultando de las riquezas auríferas de la zona (Las Médulas, entre otras explotaciones auríferas) multitud de cambios tanto en la organización social como en la económica y en la geográfica, desplazándose núcleos de población y creándose nuevas ciudades (Interamnium Flavium).

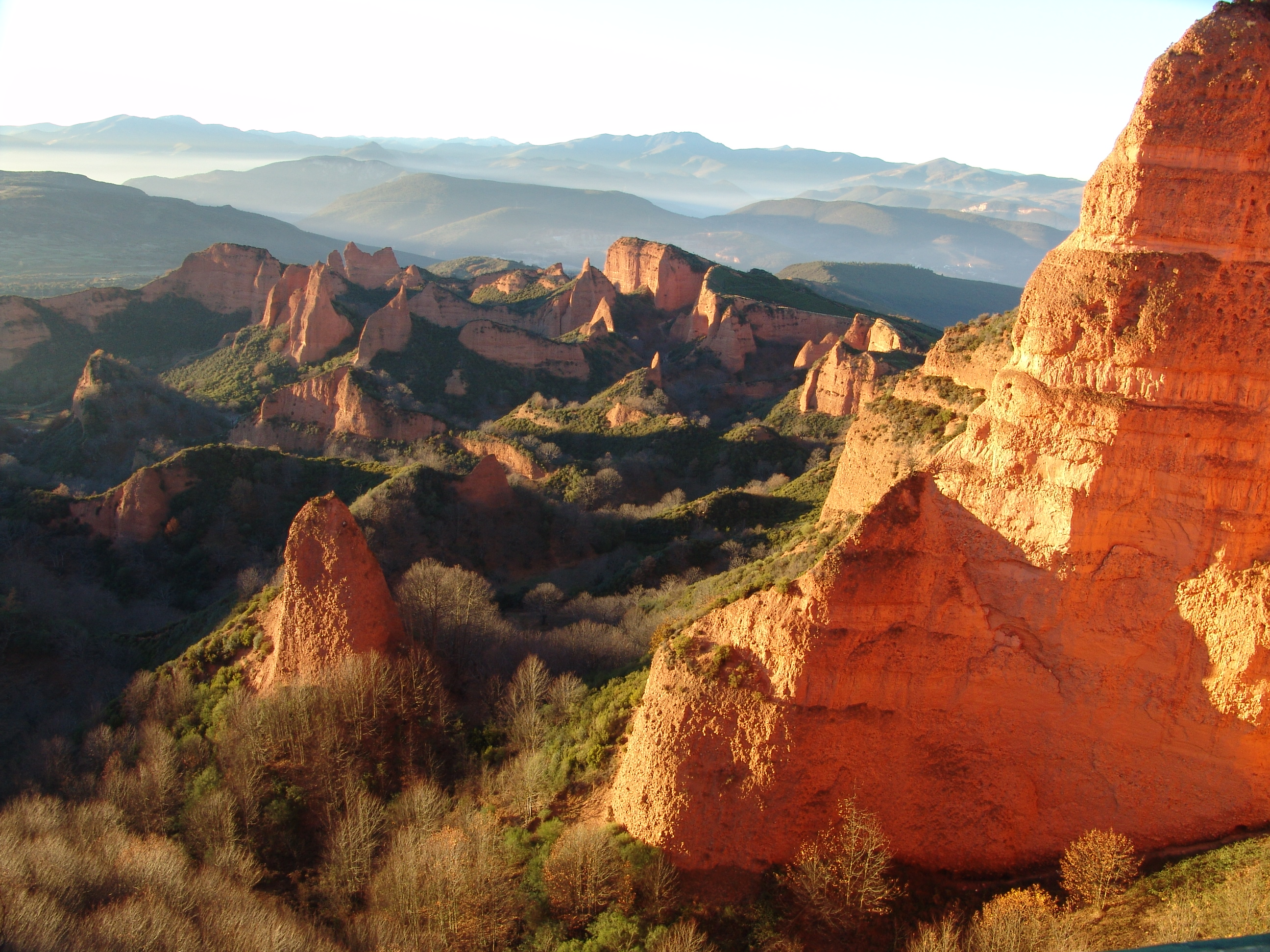
Explotaciones auríferas romanas de Las Médulas

Este proceso no fue continuo sino que se desarrolló en diferentes etapas, convirtiéndose el Bierzo en una cantera abierta, con las consiguientes infraestructuras encaminadas a tal fin sin que la cultura romana llegara a ser más que un barniz que desaparecería al desaparecer el Imperio romano.
Son numerosos los yacimientos arqueológicos correspondientes a esta época,hay que destacar los yacimientos auríferos de Las Médulas, declarada patrimonio de la humanidad, Castropodame, y Paradaseca, entre otros, la romanización de numerosos castros como el Castrelín de San Juan de Paluezas y ciudades como Bergidum (zona de La Edrada, Cacabelos) así como numerosísimos hallazgos: utensilios, epigrafías (ara de San Pedro de Trones) y el Bronce de Bembibre (un edicto en bronce del emperador Augusto) que ha permitido un mayor conocimiento de las relaciones y pactos del Imperio romano con las tribus indígenas. El Bierzo perteneció al Convento Asturicense, con capital en Asturica Augusta, el cual formaba parte desde el siglo I a. C. de la provincia Tarraconensis, si bien a raíz de las reformas de Diocleciano, en el año 298, dicho convento fue asignado a Gallaecia, provincia de nueva creación desgajada de la Tarraconensis.

### Edad Media

#### Alta Edad Media
Tras la entrada de los pueblos germanos en la península, los suevos y los vándalos asdingos (que posteriormente se trasladarían a la Bética) se instalaron en la antigua provincia romana de Gallaecia, en la que se incluía el Convento Asturicense del que formaba parte el territorio del Bierzo. La información sobre el periodo suevo es muy escasa, se sabe que el Bierzo estaba dentro de ese territorio por el Parrochiale Suevum y algunos hallazgos arqueológicos.

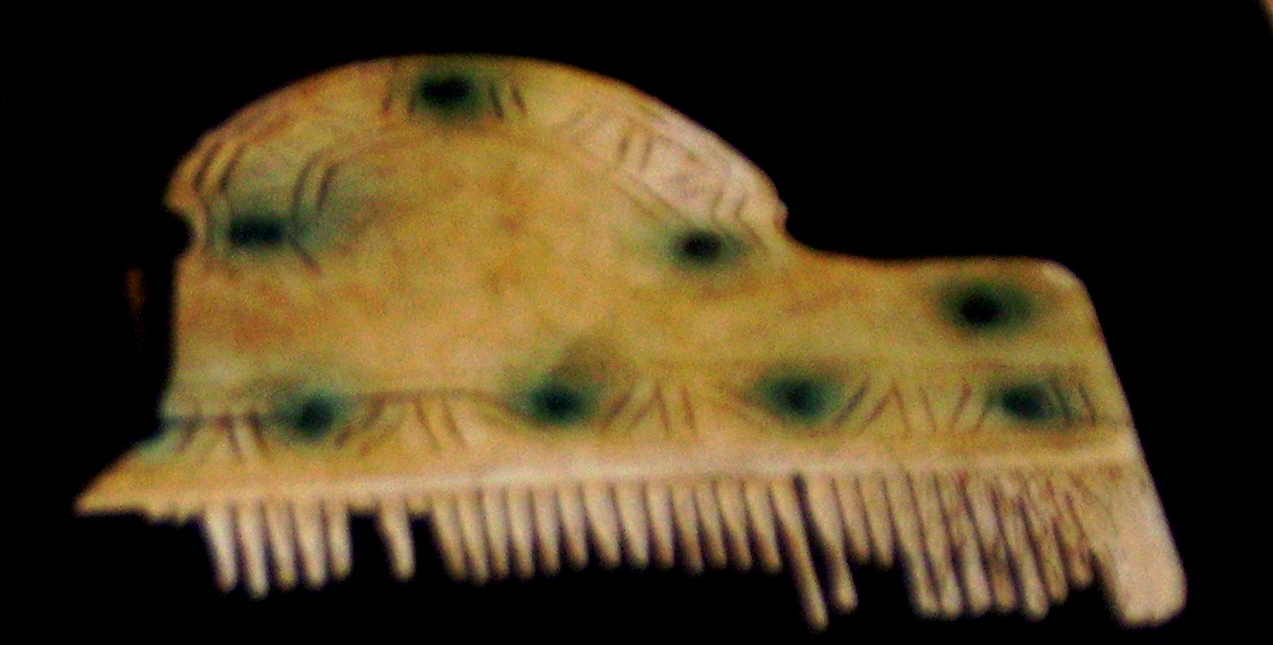
Peine de hueso época sueva, probable intercambio comercial. Perteneciente a la cultura de Cherniajov hallado en Castro Bergidum.

El dominio suevo sobre el Bierzo termina tras una serie de sucesos que comienzan en la sublevación de Aspidio contra el rey visigodo Leovigildo, apoyado aquel por el rey suevo Miro que muere tras apoyar al hijo de Leovigildo, Hermenegildo contra su padre. Tras 177 años los visigodos acabaron con el reino suevo.
Del dominio visigodo del Bierzo existe mayor información, proporcionada esta tanto por fuentes escritas, como por ejemplo la Vida de San Fructuoso, escrita por San Valerio, y otras obras de este Santo como por distintos restos arqueológicos y hallazgos numismáticos de importancia como son dos monedas, una que corresponde al rey Sisebuto en cuyo anverso puede leerse Bergio Pius, haciendo referencia a Castro Bergidum donde existió un enclave visigodo y un tremisse encontrado en el castillo de Ponferrada de Recesvinto.
Gracias a la Vida de San Fructuoso conocemos que el padre de este era dux de Gallaecia y que muchas de sus propiedades se encontraba en una zona de esa provincia llamada el Bergidensis territori (territorio Bergidensi).

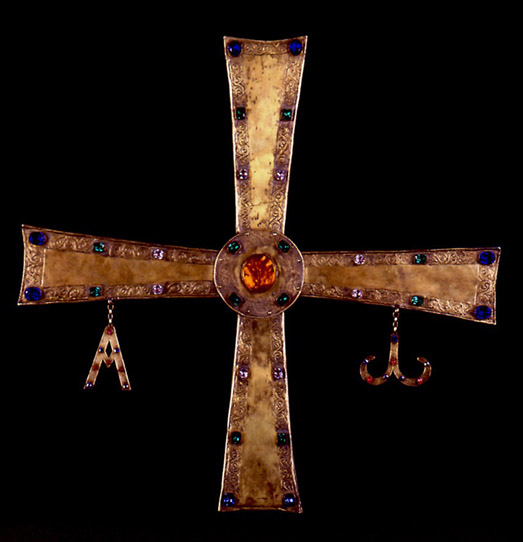
Cruz de Peñalba, símbolo del Bierzo que fue otorgado por el rey Ramiro II de León al desaparecido monasterio de Santiago de Peñalba en el.

Lo más destacado de esta época es la creación de la denominada Tebaida Berciana, un florecimiento monástico en el Bierzo que llevó a numerosas fundaciones, siendo su principal artífice el godo San Fructuoso, comenzando por el desaparecido monasterio de Compludo, destacando asimismo la fundación del monasterio de San Pedro de Montes. Gracias a la fundación de estos centros monacales comienza a resurgir un tejido cultural que continuara en los siglos posteriores.
Desconocemos la evolución de los ciudades y los pueblos bercianos, probablemente las excavaciones arqueológicas que actualmente se están realizando en Castro Bergidum contribuyan a esclarecerlo, teniendo en cuenta que en ese emplazamiento se sitúa, a priori una ceca visigoda llamada Bergium.
De la dominación musulmana, tras la invasión de la península ibérica en el 711, tenemos poca información, se supone que tras la rápida ocupación peninsular por parte musulmana, se establecerían guarniciones encargadas de cobrar tributos.

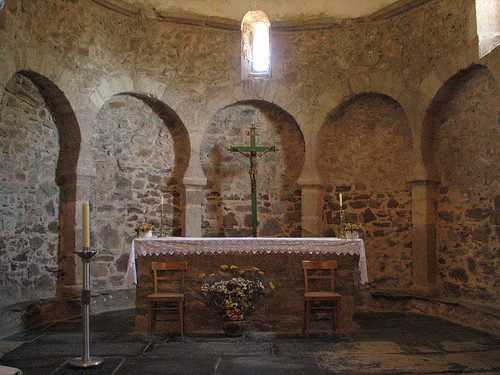
Interior de la iglesia de Santo Tomás de las Ollas.

Tras la batalla de Covadonga en 722, los reyes asturianos, tras controlar gran parte de Galicia intentan realizar lo mismo en territorio berciano. Bermudo I (o Vermudo I) cae derrotado en la batalla del río Burbia (Villafranca del Bierzo), hacia el 790, y abdica voluntariamente. Los monarcas asturianos no conseguirán un dominio sobre el Bierzo hasta los reinados de Alfonso II y de Ramiro I, habiendo antes pasado de manos musulmanas a cristianas, alternativamente el territorio berciano. De esta época quedan testimonios, más o menos legendarios, sobre distintas batallas situadas en el Bierzo, entre ellas la heroica toma del castillo de Sarracín (Vega de Valcarce), hecho que ha quedado reflejado en el escudo de dicho municipio.
Es en esta época, reinado de Ramiro I (842-850) cuando el Bierzo comienza a estar bajo dominio de condes, siendo el primero de ellos don Lorenzo y el más conocido el conde Gatón que repuebla numerosas zonas al este del Bierzo.
En el reinado de Alfonso III, el dominio sobre el Bierzo por parte de los monarcas asturianos parece asentado, pasando en el año 910 a ser el Reino de León.
En el resurgimiento del monacato berciano, tras el paréntesis de la invasión musulmana, destacan las fundaciones y refundaciones llevadas a cabo por San Genadio de Santiago de Peñalba y del monasterio de San Pedro de Montes. Los monumentos y restos arqueológicos que conocemos son muy numerosos y el arte sacro berciano es muy destacado; como ejemplos la Cruz de Peñalba, hoy símbolo del Bierzo presente en el escudo y la bandera, y el Cáliz y la Patena del Abad Pelayo.

##### El Bierzo feudal
Este periodo de transición abarca desde finales del siglo IX hasta el siglo XIII, inclusive.

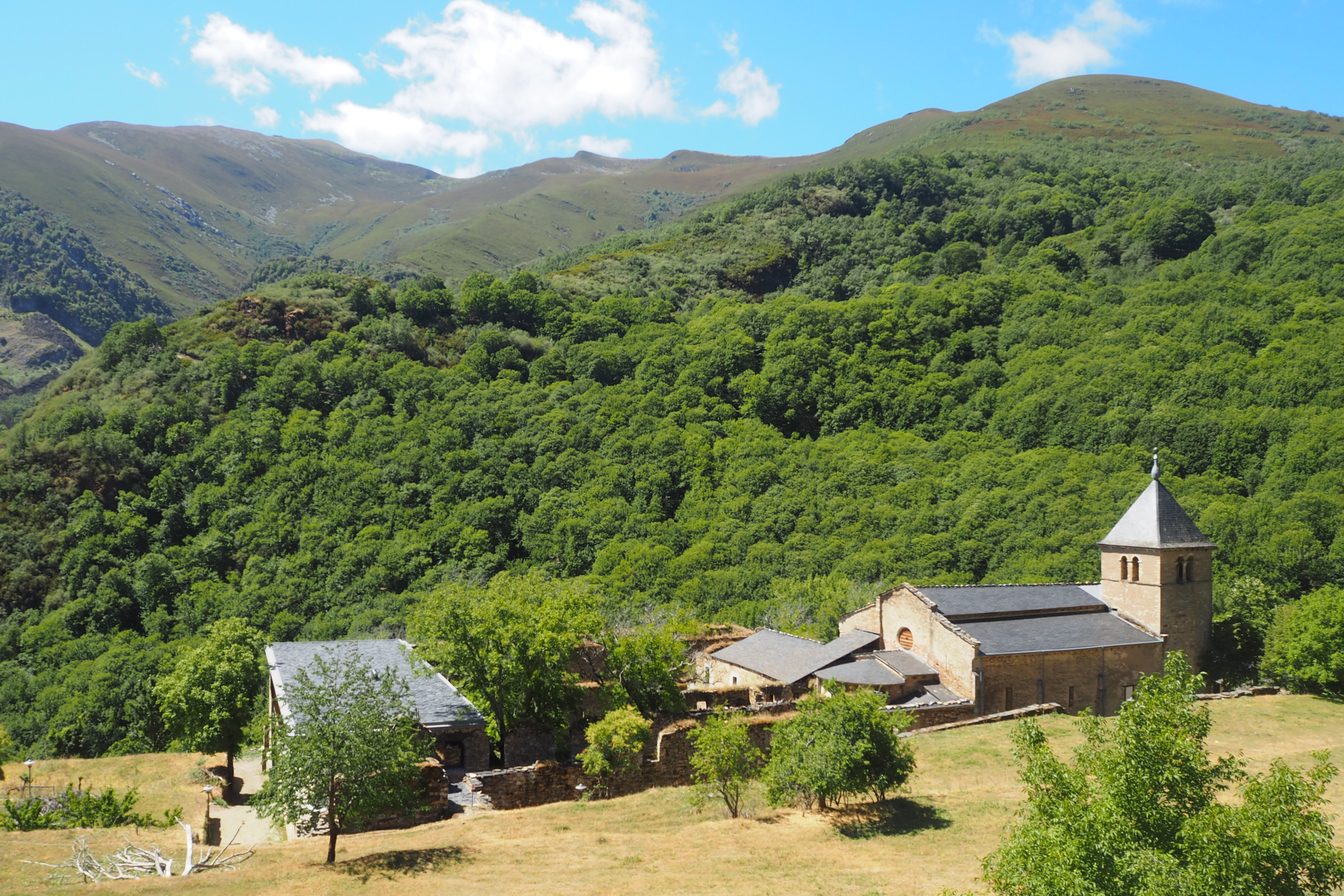
Monasterio de San Pedro de Montes.

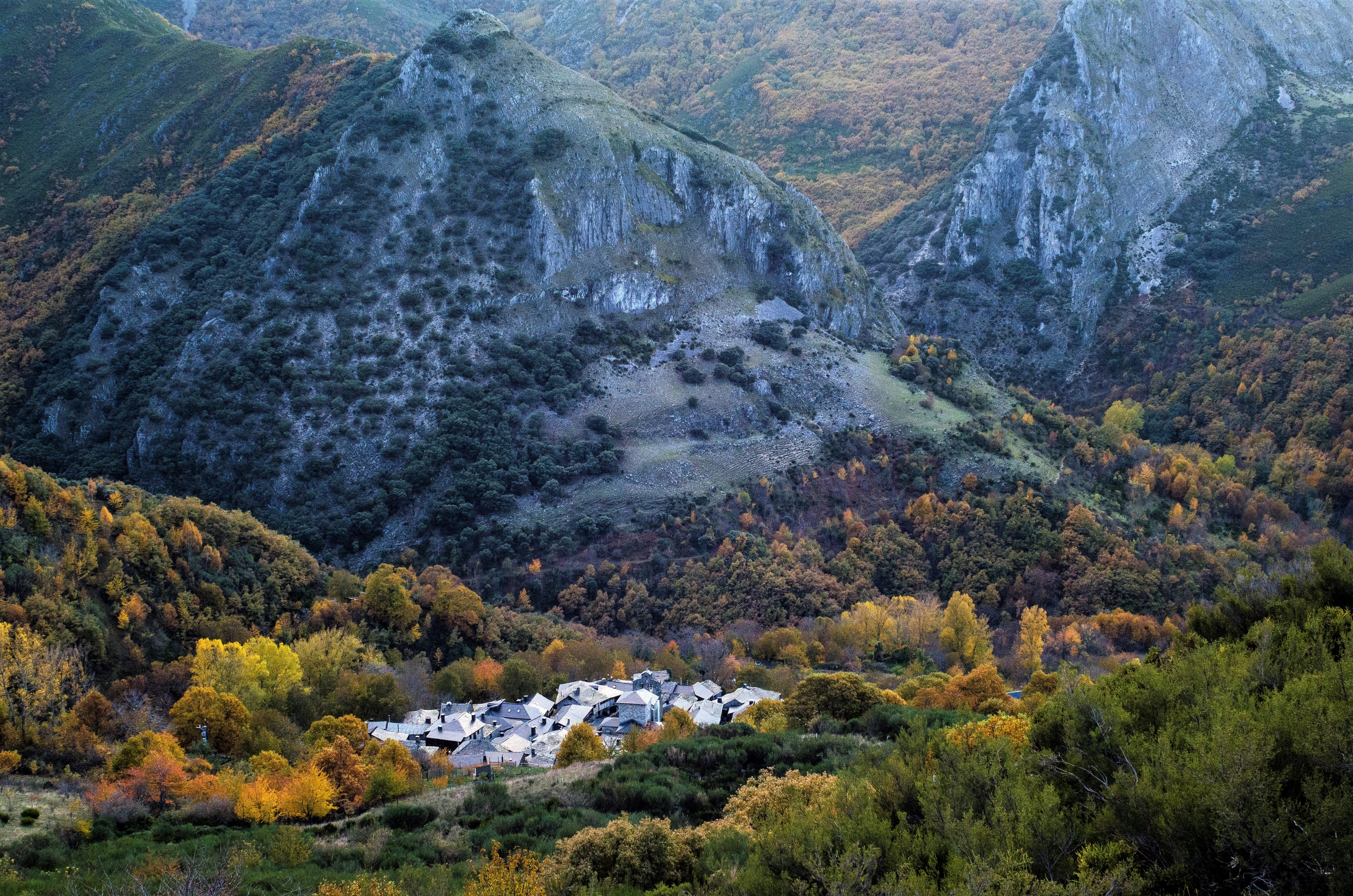
Peñalba de Santiago, aldea en el centro de la "Tebaida berciana".

Entre el periodo alto medieval y el bajo medieval del Bierzo se viene distinguiendo, habitualmente, por los historiadores, una etapa denominada, el Bierzo feudal.
Se trata de una denominación socioeconómica, en la que unos grupos poseen la tierra y otros la explotan, basándose la economía en la explotación agraria y ganadera. Solo a partir del siglo XII se produce una progresiva diversificación de la economía, ampliándose a la minería y transformación de los recursos minerales (ferrerías), la pesca y comenzando a desarrollarse el comercio a través de ferias y mercados y pequeños "empresarios" dedicados a la compra-venta-transporte de mercaderías.
La propiedad se concentra en pocas manos realizándose una distinción entre propiedades de carácter eclesiástico, cuyos principales exponentes son los monasterios de San Pedro de Montes y de San Andrés de Vega de Espinadera (benedictinos) y el Santa María de Carracedo y de San Miguel de las Dueñas (cistercienses), y propiedades de realengo y nobiliar, sin olvidar el papel desempeñado por las órdenes militares de Santiago, el Hospital y el Temple. La pérdida de propiedades y relación de dependencia de los campesinos y concejos genera conflictos entre estos y los señores.
Administrativamente, hasta el año 910 el Bierzo se integraba en el Reino de Asturias, y en el de León entre el 910 y el 1230; a partir de ese año se incluye en la Corona de Castilla. A partir de 1187 el Bierzo pasa a ser señorío, y tiene por señor a Velasco Fernández, pasando, a principios del siglo XII a tener gobernadores, uno de los más conocidos fue el conde Gonzalo Peláez y en el año 1243 aparece, como merino del Bierzo, García Carnota. El Bierzo en este periodo se articula en tenencias como Ancares, Ulver, Boeza, Aguiar, Valcarce, y tenencias de un ámbito territorial más reducido en las que las villas se incluyen dentro de otra mayor tenencia mayor). A partir de mediados del siglo XIII estas tenencias dan paso a las merindades mayores que terminaran convirtiéndose, posteriormente, en adelantamientos.
Numerosos ejemplos artísticos quedan de esta época, destacando el monasterio de Santa María de Carracedo y el castillo de Ponferrada (en las partes que corresponden a este periodo) y la iglesia de San Miguel de Corullón, en cuanto a edificaciones y numerosas representaciones marianas y de crucificados de gran valor artístico como el Calvario de Corullón.

#### Baja Edad Media
La Baja Edad Media en el Bierzo se caracteriza, principalmente, por la crisis de los señoríos monásticos y el auge, muchas veces a costa de estos, de los laicos, personificados en la figura de ciertos nobles que utilizan la encomienda como instrumento para usurpar muchos de los bienes de los señoríos monásticos.

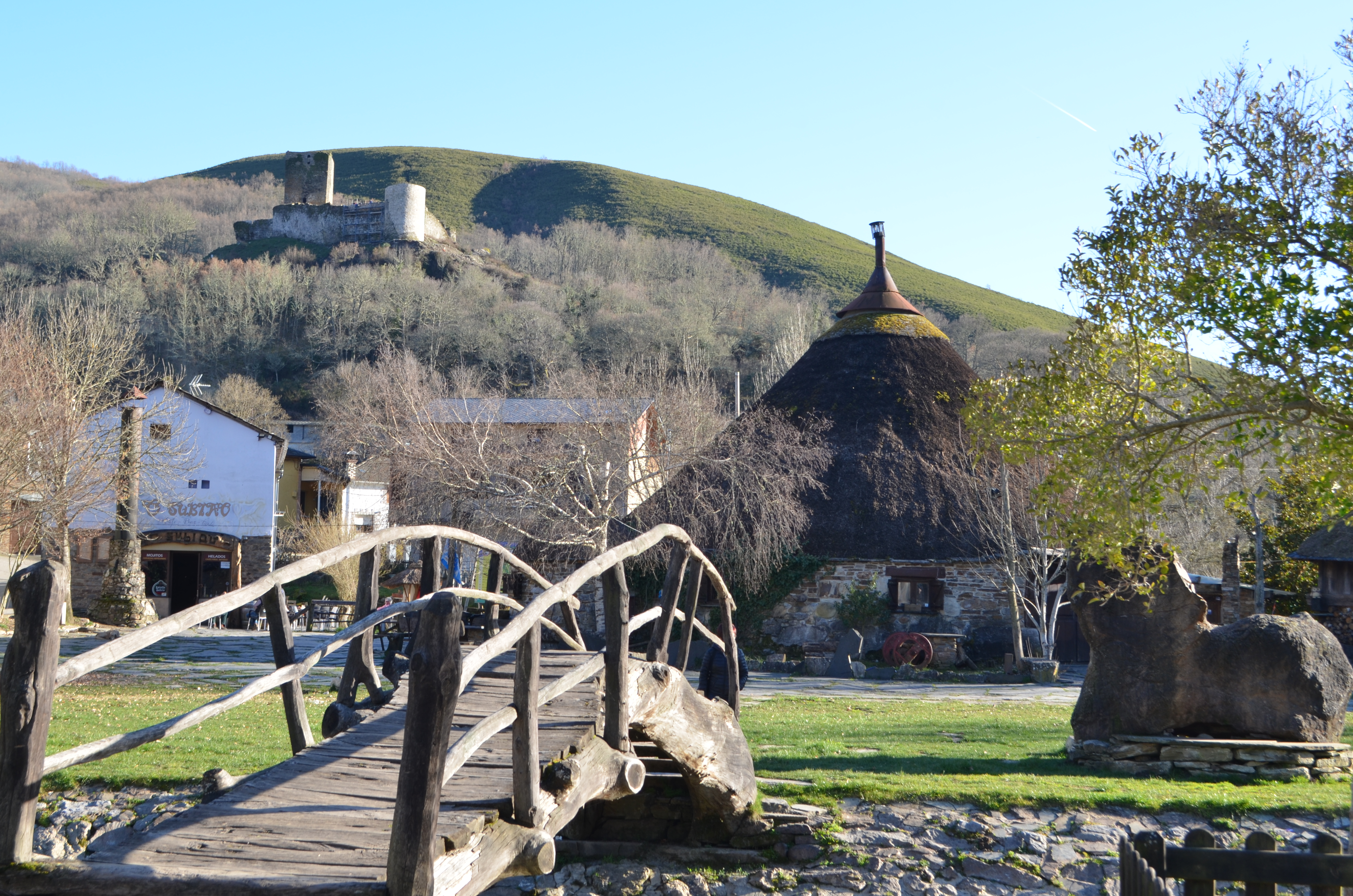
Castillo de Balboa

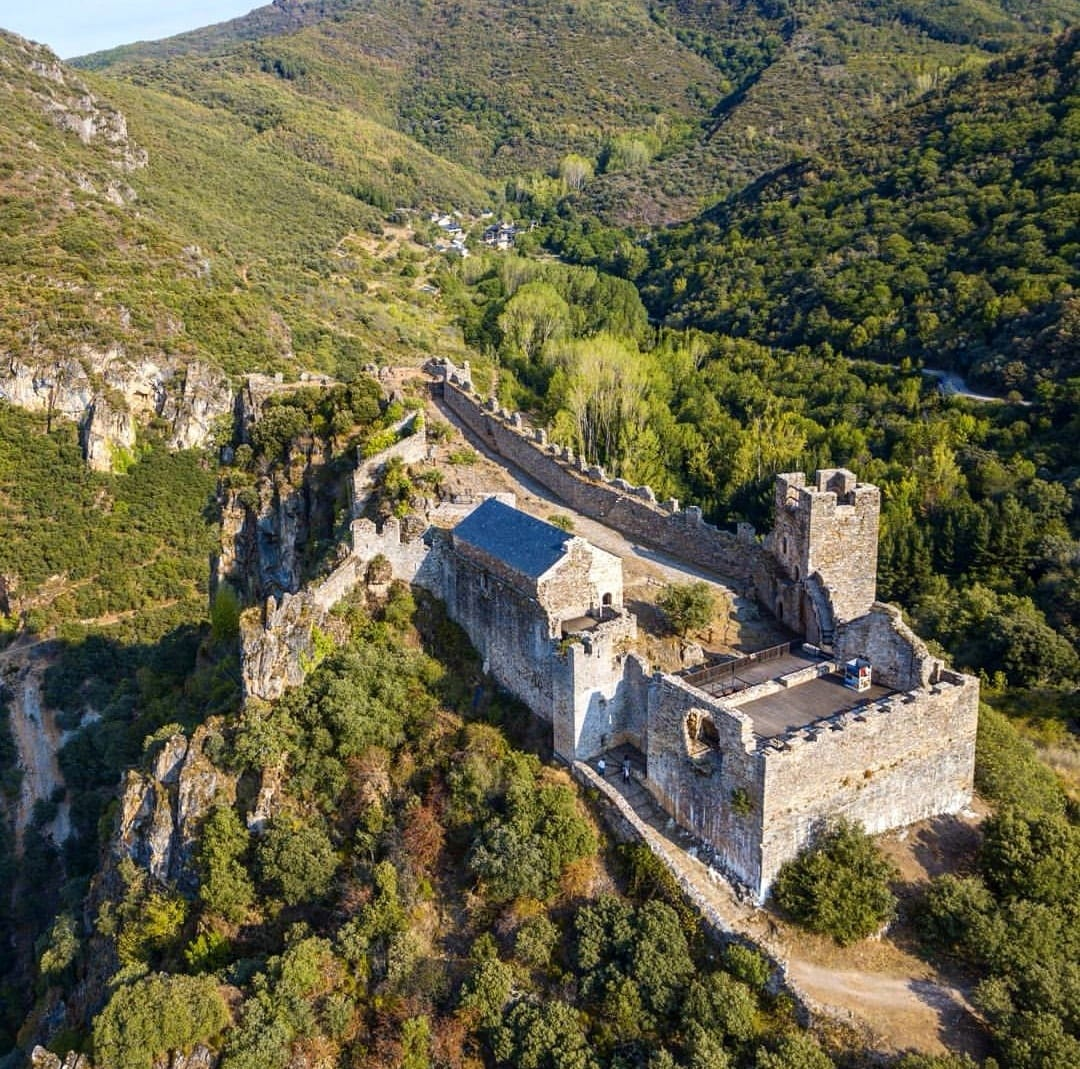
Castillo de Cornatel, en Priaranza del Bierzo

Destacar entre los señoríos laicos el de Bembibre, comenzado en 1304 por Alfonso de la Cerda (nieto de Alfonso X), integrado, al principio, en la casa de Medinaceli; y el de Villafranca del Bierzo que corresponde a la familia de los Osorio, "integrado" en el condado de Lemos, posteriormente se convirtió en marquesado.
La guerra de las comunidades que asola toda todo el territorio de la Corona de Castilla en el siglo XVI tiene escasa incidencia en el Bierzo, si bien el Corregimiento de Ponferrada toma partido por la Corona.
Administrativamente hemos de tener en cuenta, el Bierzo que pasa, a mediados del XIII, de las tenencias a las Merindades Mayores la fragmentación territorial que suponen los señoríos de la que se libra la villa de Ponferrada, comprada por los Reyes Católicos en 1486, constituyéndose en Corregimiento en 1494 hasta el año 1780.
Como expresión de la singularidad del Bierzo, y su fuerte identidad desde antiguo, cabe reseñar la carta enviada al ayuntamiento de la ciudad de León, en 1567, y que continúa una correspondencia de diciembre de 1563 de similar intención, solicitando que la provincia del Bierzo se separe del Adelantamiento de León, argumentando tal pretensión en la lejanía geográfica, pidiendo que la audiencia (de los negocios del Bierzo) se atiendan en la persona del corregidor de Ponferrada y para hacerlo pretenden pedirlo "por capítulo de Cortes". Pero dicha formulación es rechazada por no tratarse la ciudad de Ponferrada de ciudad con voto en Cortes.[cita requerida]
En el apartado artístico, las edificaciones militares tienen una importancia relevante dado el poder de los señoríos. Destacar entre ellos el de Ponferrada, que crece enormemente en tamaño conservando gran parte de sus muros originales templarios (siglos XI-XII), así como el Castillo de Cornatel, el de Sarracín, o el de Balboa.

### Edad Moderna

#### El Antiguo Régimen
El Antiguo Régimen abarca desde el siglo XVI hasta principios del siglo XIX. Se le ha dado en llamar, también, feudalismo desarrollado ya que conserva muchas de las características medievales.

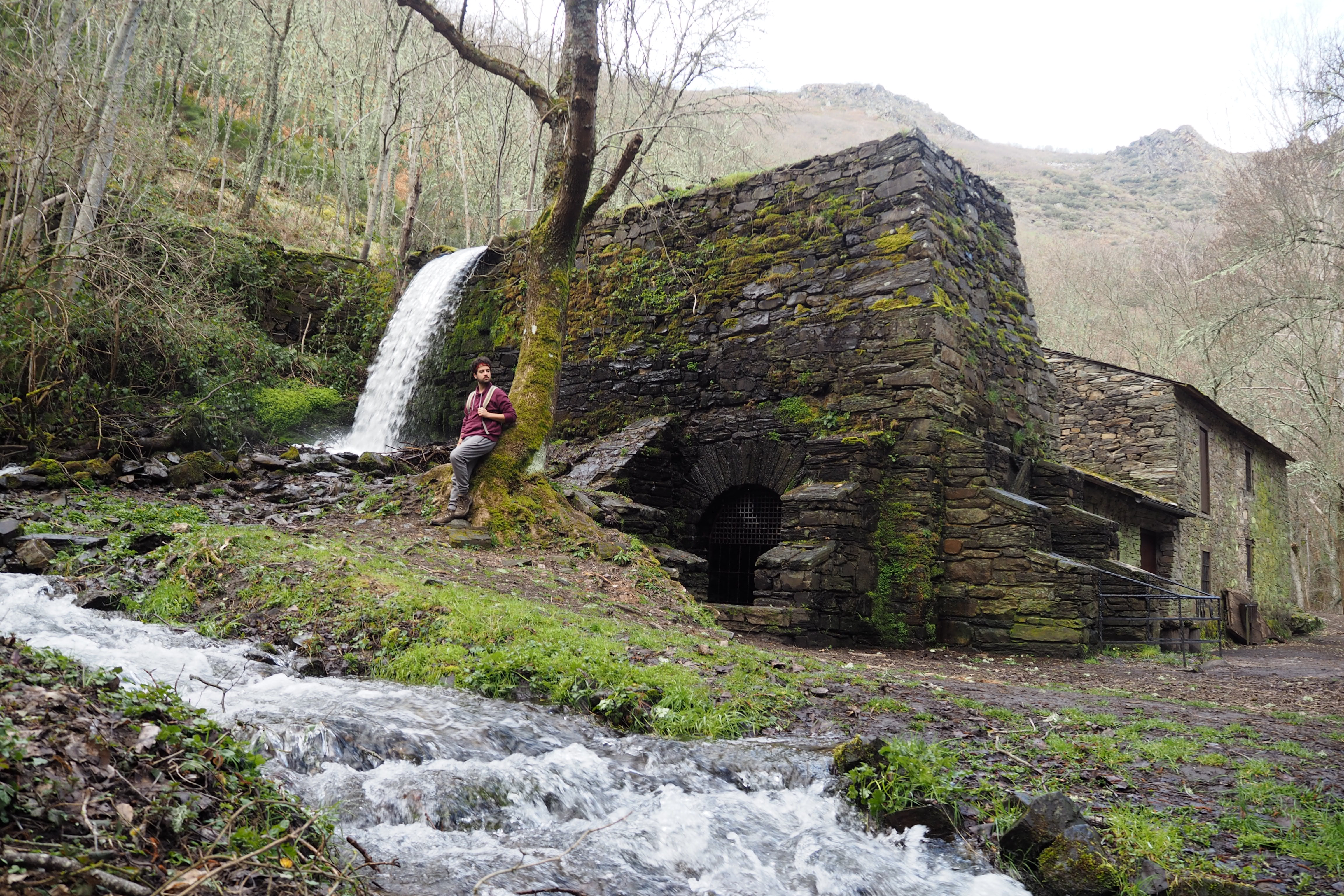
Herrería de Compludo, fragua de origen medieval.

En el Bierzo se suceden sucesivos cambios demográficos a lo largo de este periodo, épocas de crecimiento, estancamiento y descenso, debido a respectivas etapas de bonanza y crisis económicas producidas estas por malas cosechas y pestes y es que el Bierzo sigue siendo principalmente agrario, siendo la vid su principal producto, y en las zonas montañosas ganadero, heredando del periodo medieval el minifundismo y la gran cantidad de tierras en manos de eclesiásticos. Hay que destacar la introducción en este periodo (siglo XVII) de uno de los productos que tendrá mayor fama y calidad, el pimiento.
El comercio continúa en un desarrollo incipiente. Ferias y mercados marcan la actividad comercial en las principales villas (Ponferrada, Bembibre, Villafranca del Bierzo y Cacabelos) en las que hay tenderos y algún mercader y se desarrolla el comercio ambulante gracias a ancareses y fornelos a pesar de la precariedad de las vías de comunicación y los impuestos al atravesar las fronteras internas, llamados pontazgos, portazgos y algún otro de distinta naturaleza.
En el sector industrial destaca la industria textil, aunque numerosas veces no cubre más que el autoabastecimiento. En Bembibre y en la merindad de Cornatel se elaboraban unos paños de lienzo blanco llamados bierzos que tuvieron gran éxito y reconocimiento y se comercializaron fuera del Bierzo con gran demanda. También destacan las numerosas ferrerías (herrerías) algunas con una producción significativa que llevó a intentar producir acero e incluso una fábrica de armas, en 1779, en Villafranca del Bierzo.

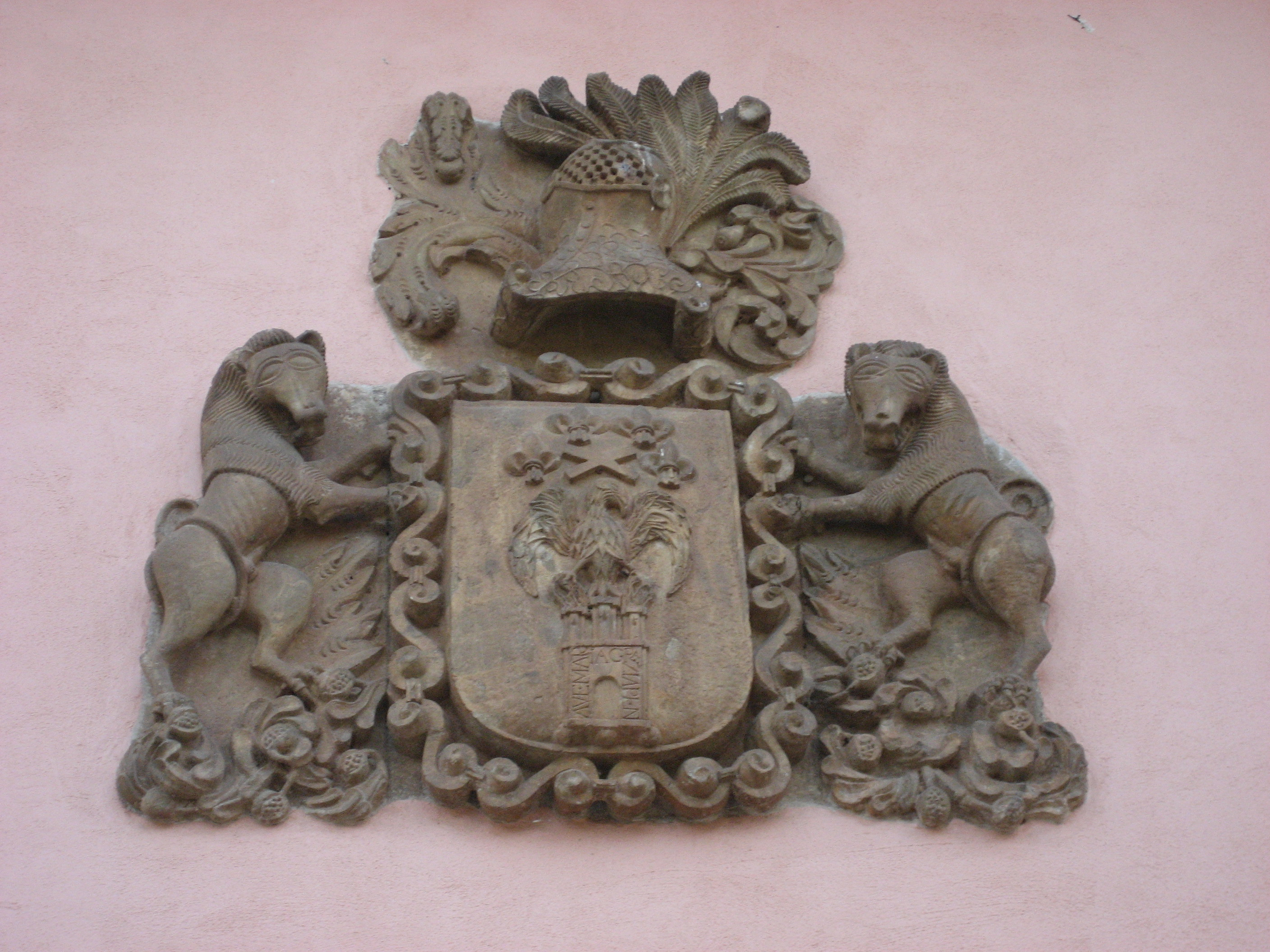
Escudo de los Carujo. Familia que tuvo numerosos miembros de gran influencia en la actividad política y económica del Bierzo en los siglos modernos, establecida en el Bierzo bajo. Foto tomada de la casa de los Carujo, en San Lorenzo del Bierzo.

La sociedad está organizada en tres estamentos: clero, nobleza y el pueblo llano o Estado llano.
- El clero, aparte de su gran influencia ideológica y cultural acentuada por su riqueza patrimonial, estaba exentos de pagar impuestos. Representaba una pequeña proporción de la sociedad, unas 1000 personas finales del siglo XVIII, con un gran poder e influencia reforzados.

- La nobleza englobaba desde los Grandes de España hasta los hidalgos. Es especialmente significativo el gran número de personas que formaban parte del estamento de la nobleza en esta región a finales del siglo XVIII, se estima que en el Bierzo el 50% de las personas se incluían en dicho estamento, aunque de ellos la mayoría eran simples hidalgos. La mayor parte de estos malvivía de pequeñas explotaciones agrarias de casi subsistencia, ocultando esa situación bajo ese título de "baja" nobleza.

- El Estado llano, el tercer estamento, lo formaba aproximadamente el 38% de la sociedad (sin contar parte de los hidalgos que, como hemos señalado, tendrían más que ver con este estamento que con el de la nobleza) a finales del siglo XVIII. Incluía a labradores, artesanos y comerciantes que sobrevivían a pesar de sufrir las mayores cargas impositivas.

#### El Partido de Ponferrada

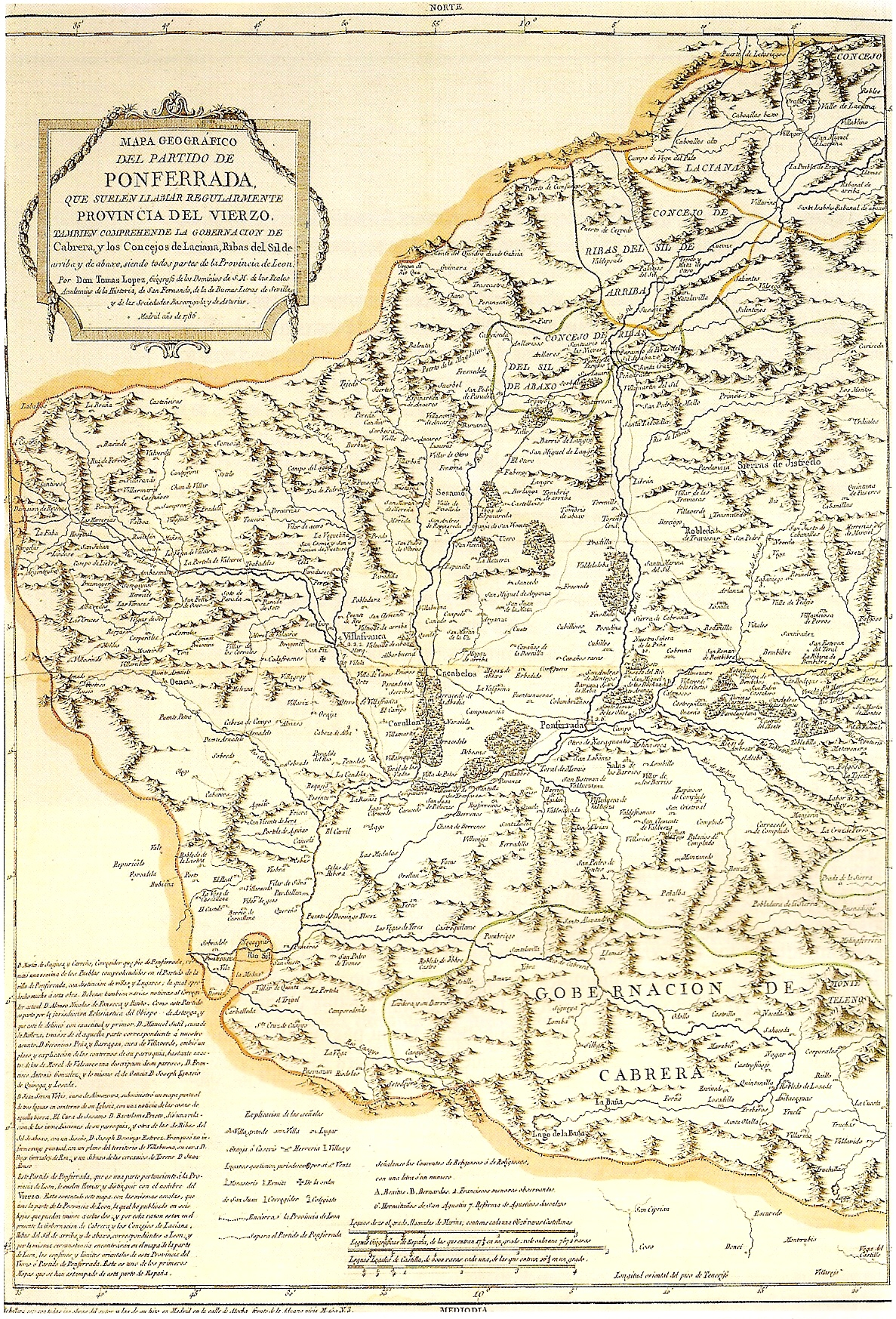
Mapa geográfico del partido de Ponferrada, que suelen llamar regularmente Provincia del Vierzo, realizado por el geógrafo Tomás López en 1786

Durante los siglos modernos y hasta las reformas del siglo XIX, el Bierzo formó parte de la Intendencia de León, que agrupaba al Principado de Asturias y a los Partidos de Léon y Ponferrada. En lo que concierne al Bierzo actual, se incluía dentro del Partido de Ponferrada el cual incluía otras zonas que hoy no forman parte del Bierzo: parte de la Merindad de Aguiar, la actual comarca de Valdeorras y la jurisdicción de Lucillo. Este Partido era gobernado desde Ponferrada, villa realenga, por un corregidor de nombramiento real, subdividiéndose el Bierzo en merindades, cotos, concejos, jurisdicciones. Aún dependiendo del núcleo "central", Ponferrada, estas subdivisiones eran, en la práctica, casi autónomas, siendo señoríos laicos o eclesiásticos en su mayoría y unos pocos habían conseguido jurisdicción propia.

### Edad Contemporánea

#### La Guerra de Independencia
Ya en la Edad Contemporánea, en el contexto de la Guerra de la Independencia, cabe destacar la importancia estratégica que alcanzó El Bierzo, llegando a ejercer de sede de la Junta Suprema de León varias localidades bercianas. Así, esta junta territorial, encabezada por el general Luis de Sosa, llegó a establecerse provisionalmente y celebrar reuniones en Folgoso, Noceda, Toreno y Páramo en enero de 1809, en Molinaseca y Ponferrada en septiembre de dicho año, en Ponferrada, Puente de Domingo Flórez y Villafranca en marzo y abril de 1810, o en Ponferrada y Villafranca a lo largo de 1811. Posteriormente, la recuperación de Astorga por parte de las tropas aliadas hispano-británicas en el verano de 1812 (en la que jugó un importante papel El Bierzo como camino de llegada desde el oeste a la ciudad asturicense), liberó al territorio berciano de la presión militar que suponía la cercana presencia de los ejércitos franceses.

#### La provincia del Bierzo
Tras la jura de la Constitución de 1812 por el rey Fernando VII, el 9 de marzo de 1820, se inició en las Cortes un nuevo proceso, con carácter de urgencia, de organización administrativa del Reino, nombrándose una comisión para cumplir dicho objetivo.
La creación de la provincia del Bierzo —denominada en la época «provincia del Vierzo»— suscitó varios problemas entre los que destacaba la rivalidad entre las dos principales localidades bercianas: Ponferrada (468 vecinos) y Villafranca del Bierzo (690 vecinos) (entonces Villafranca del Vierzo), enfrentadas desde la guerra, representando la primera a los nuevos poderes económicos, la nueva burguesía (comerciantes e industriales), y la segunda a los poderes tradicionales del Antiguo Régimen (pequeña nobleza, terratenientes, clericatura)[cita requerida]. Ambas ciudades pusieron todos sus recursos y argumentos al servicio de la obtención de la capitalidad provincial.
En el proyecto de división provincial del cartógrafo mallorquín Bauzá y del ingeniero guipuzcoano Larramendi de 1821, se contemplaba la creación de la provincia de Ponferrada. Por ello, en septiembre de 1821 la comisión encargada decidió constituir la provincia del Vierzo, pero aún quedaba por determinar la capitalidad, comenzándose el debate en sí, el 10 de octubre, buscando las dos candidatas apoyos y argumentos hasta el último momento, resultando que el 15 de octubre prevalecieron los argumentos de Villafranca del Bierzo, que pasó a ser la capital. Así, el 16 de octubre de 1821 se publicó en la Gaceta de Madrid la aprobación en Cortes Extraordinarias de la nueva provincia, festejada en Villafranca con "repique de campanas, iluminación en todas las casas y fuegos artificiales", dando las gracias el 2 de diciembre por la designación (es documentos posteriores también se refiere a esta provincia con la denominación de "provincia de Villafranca").

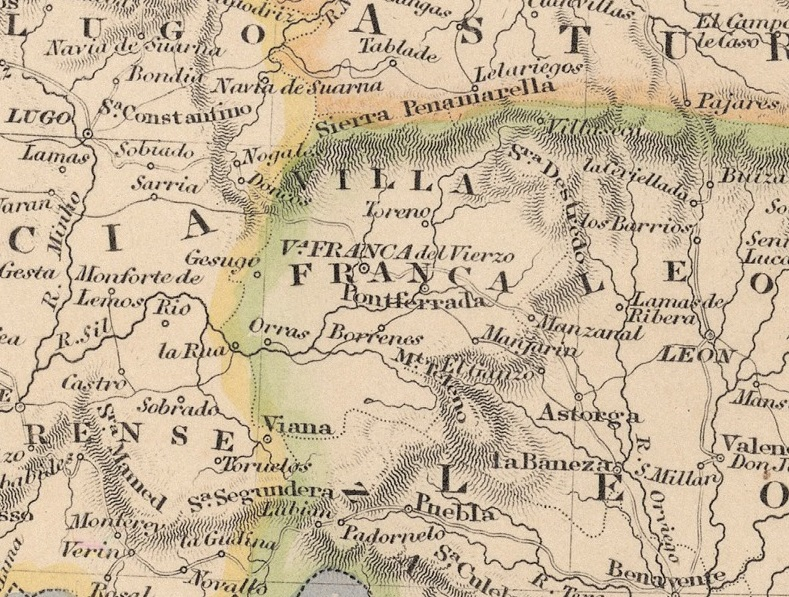
Detalle de la provincia de Villafranca o del Vierzo, existente durante el Trienio Liberal en el mapa "Spain & Portugal", realizado por John Dower en el primer tercio del

El 27 de enero de 1822 se publicó el decreto por el que el Bierzo se convertía en provincia y en el que se fijaban sus límites. Contaba entonces con 86 365 habitantes y ejercía su jurisdicción sobre los partidos judiciales de Villafranca del Vierzo, Ponferrada, Toreno, y Valdeorras, limitando al norte con Asturias (hasta el puerto de Leitariegos), al este con León (la línea divisoria será la cuenca hidrográfica del Sil), al sur con Zamora (el límite será la sierra de la Cabrera) y al oeste con Lugo y Orense (la frontera será el antiguo límite de Galicia).
Al quedar partido el eje del Sil por el norte, posteriormente, el 31 de agosto de 1822, una Comisión de las Diputaciones de León, Orense y Villafranca (Vierzo) concluyó que se debía rectificar y ampliar esta última hasta el Monasterio de Carrasconte (en el límite con Babia) quedando toda Laciana (en la división previa dividida entre dos provincias) en la provincia del Vierzo y "las Babias" (sic) en la de León más otros pequeños cambios en los otros puntos cardinales, trasladándose dicho acuerdo a Cortes para su aprobación.
En líneas generales, los límites de la provincia de Villafranca coincidirían con el partido de Ponferrada existente en la Edad Moderna, si bien se le añadirían otros territorios circundantes, como Ribas del Sil, Valdeorras y Laciana.
Posteriormente, un nuevo "arreglo" administrativo en el año 1832 incluyó al Bierzo como "provincia segregada de Orense y León".
Finalmente, mediante Real Decreto del 30 de noviembre de 1833, que designaba una nueva división territorial diseñada por Javier de Burgos, se decretó la desaparición de la provincia berciana, quedando tanto el Bierzo actual como Laciana integrados en la provincia de León (conservando con ello la adscripción a la Región Leonesa de la antigua provincia berciana), mientras que la comarca de Valdeorras pasó a formar parte de la provincia de Orense, regresando así a Galicia.

## Comarca del Bierzo

Escudo del Bierzo.

### Símbolos
Escudo
El escudo heráldico comarcal fue aprobado el 14 de abril de 2000. Su descripción la siguiente:

De gules, una cruz griega de oro, con un alfa y una omega de lo mismo pendientes de su travesaño, que es la Cruz de Peñalba; bordura componada de ocho compones, de plata cargados de una hoja de vid de sínople, y de azur cargados de dos martillos de oro puestos en sotuer. Al timbre, corona real, forrada de gules, cerrada, que es un círculo de oro, engastado de piedras preciosas, compuesto de ocho florones de hojas de acanto, visibles cinco, interpoladas de perlas y de cada una de sus hojas salen cinco diademas sumadas de perlas que convergen en un mundo azur, con el semimeridiano y el ecuador de oro, sumado de cruz de oro.

El elemento central representa la Cruz de Peñalba, cruz votiva que ofreció el rey Ramiro II de León al desaparecido monasterio de Santiago de Peñalba en agradecimiento al apóstol Santiago por su ayuda durante la batalla de Simancas. Por su parte, las vides y los martillos de la bordura hacen referencia a la riqueza agrícola y minera de la comarca.
Bandera

Bandera del Bierzo.

La bandera fue igualmente aprobada el 14 de abril de 2000 y presenta los colores blanco y azul del movimiento bercianista junto con la cruz de San Andrés, roja sobre fondo blanco, que aparece en el histórico pendón de la milicia ponferradina en la Guerra de Independencia Española, en 1808. Sobre todo ello, y centrado, el escudo heráldico.
Patrona
La Virgen de La Encina es la patrona del Bierzo, coronada como tal en 1908. Su imagen se reverencia en la Basílica de Nuestra Señora de La Encina, en la ciudad de Ponferrada.

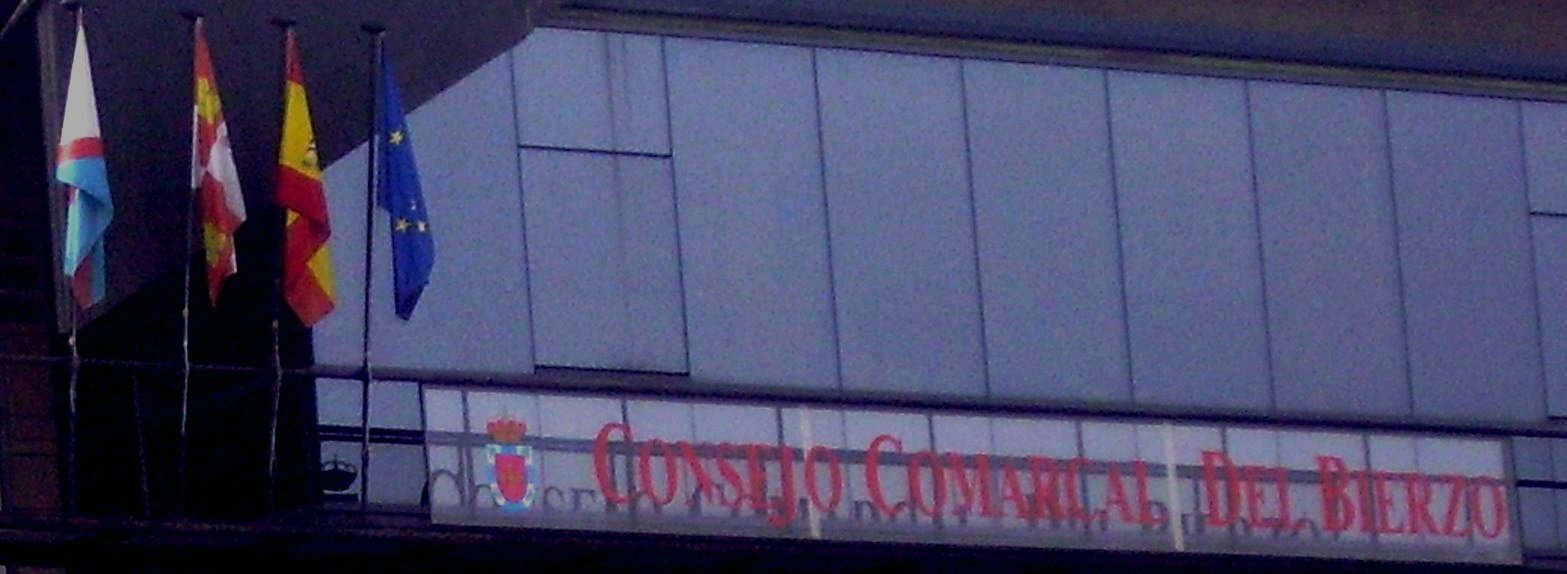
Sede del Consejo en Ponferrada.

### Consejo Comarcal del Bierzo
El Consejo Comarcal del Bierzo es la institución pública local encargada del gobierno y administración de la Comarca del Bierzo. Su creación está prevista en el Estatuto de Autonomía de Castilla y León, que en el artículo 46.3 dice lo siguiente: Una ley de las Cortes de Castilla y León regulará la comarca del Bierzo, teniendo en cuenta sus singularidades y su trayectoria institucional. Su existencia se debe a las peculiaridades geográficas, históricas, sociales y económicas dentro de la provincia de León, según la exposición de motivos de la Ley que dio lugar a su creación.

### Núcleos urbanos de relevancia
Ponferrada
La ciudad de Ponferrada, considerada como capital del Bierzo, es el centro administrativo de la comarca. Situada en la zona denominada tradicionalmente como el Bierzo Bajo, casi en el centro geográfico del Bierzo. Su crecimiento durante el siglo XX y el paso por su municipio de las principales vías de comunicación la ha llevado a convertirse en el centro administrativo, económico de servicios y negocios del Bierzo.
Entre sus monumentos destaca el castillo templario y la basílica de Nuestra Señora de la Encina, patrona del Bierzo.
Villafranca del Bierzo

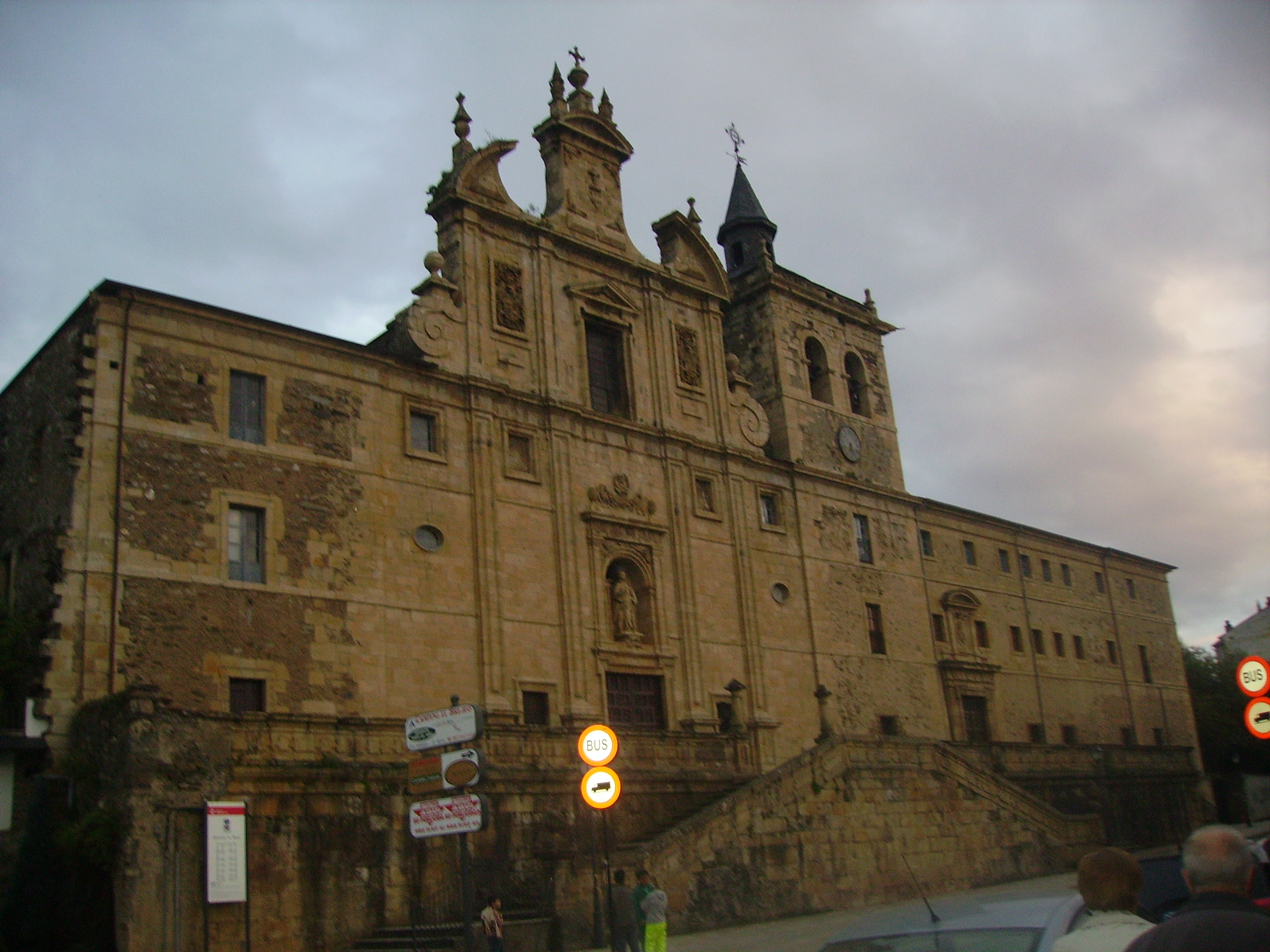
Imagen del Convento de los Padres Paúles.

Villafranca del Bierzo se considera la capital histórica del Bierzo desde que en 1821 ejerciera la capitalidad provincial de la ya desaparecida Provincia del Vierzo (también conocida por Provincia de Villafranca del Vierzo). Situada la villa en la comarca tradicional del Bierzo Bajo es la salida por carretera hacia el noroeste de Galicia.
Tras el despegue industrial del Bierzo, la actividad económica se estableció en Ponferrada, convirtiéndose Villafranca del Bierzo en una ciudad residencial.
Conserva uno de los mejores conjuntos artísticos urbanos del Bierzo, destacando la colegiata de Villafranca del Bierzo, la iglesia de los Padres Paúles o iglesia de San Nicolás (cuyo convento fue sede de la diputación provincial de la provincia del Vierzo) y la calle del Agua en el que está situada la casa donde nació el poeta Enrique Gil y Carrasco.
Bembibre

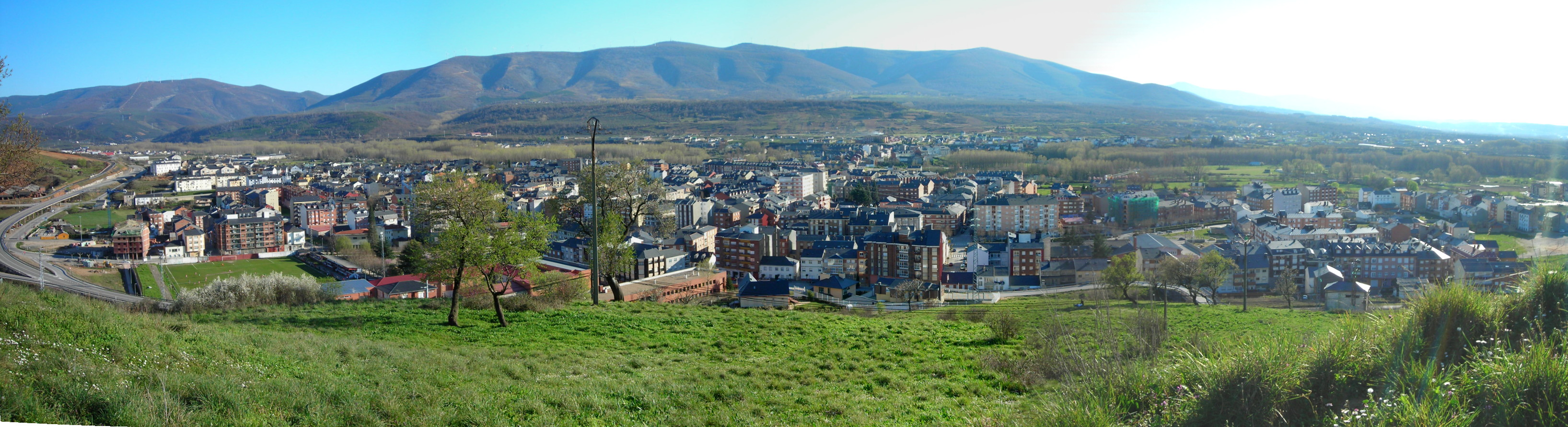
Panorámica de Bembibre.

Bembibre es considerada la capital del Bierzo Alto y asimismo el municipio con mayor población. Situada al este del Bierzo su crecimiento debido a la minería lo convirtió en el centro administrativo de esta zona, y aumentó progresivamente su población.
Su población, debido principalmente a la reconversión minera, ha sufrido un retroceso que en los últimos años ha remitido gracias, principalmente, al despegue del sector servicios y a la creación del Parque Industrial del Bierzo Alto.

### Zonas geográficas
El Bierzo se divide en seis zonas geográficas o demarcaciones, de acuerdo con el apartado 3 del artículo Once de la 
LEY 17/2010, de 20 de diciembre, de modificación de la  Ley 1/1991, de 14 de marzo, por la que se crea y regula la Comarca de El Bierzo, siendo estas zonas Ancares-Sil, Bierzo Alto, Bierzo Central, Cabrera-Suroeste, Bierzo Oeste y Ponferrada, cada una de ellas conformada por los municipios que en dicha ley se determinan.
Tiene como finalidad esta norma, entre otras, el reparto, proporcional y atendiendo al número de residentes, de los puestos de Consejeros correspondientes al Consejo Comarcal, en número de veintisiete, que determina la Junta Electoral Provincial tras la convocatoria de elecciones locales, y según criterios que en dicha ley se especifican.

## Economía

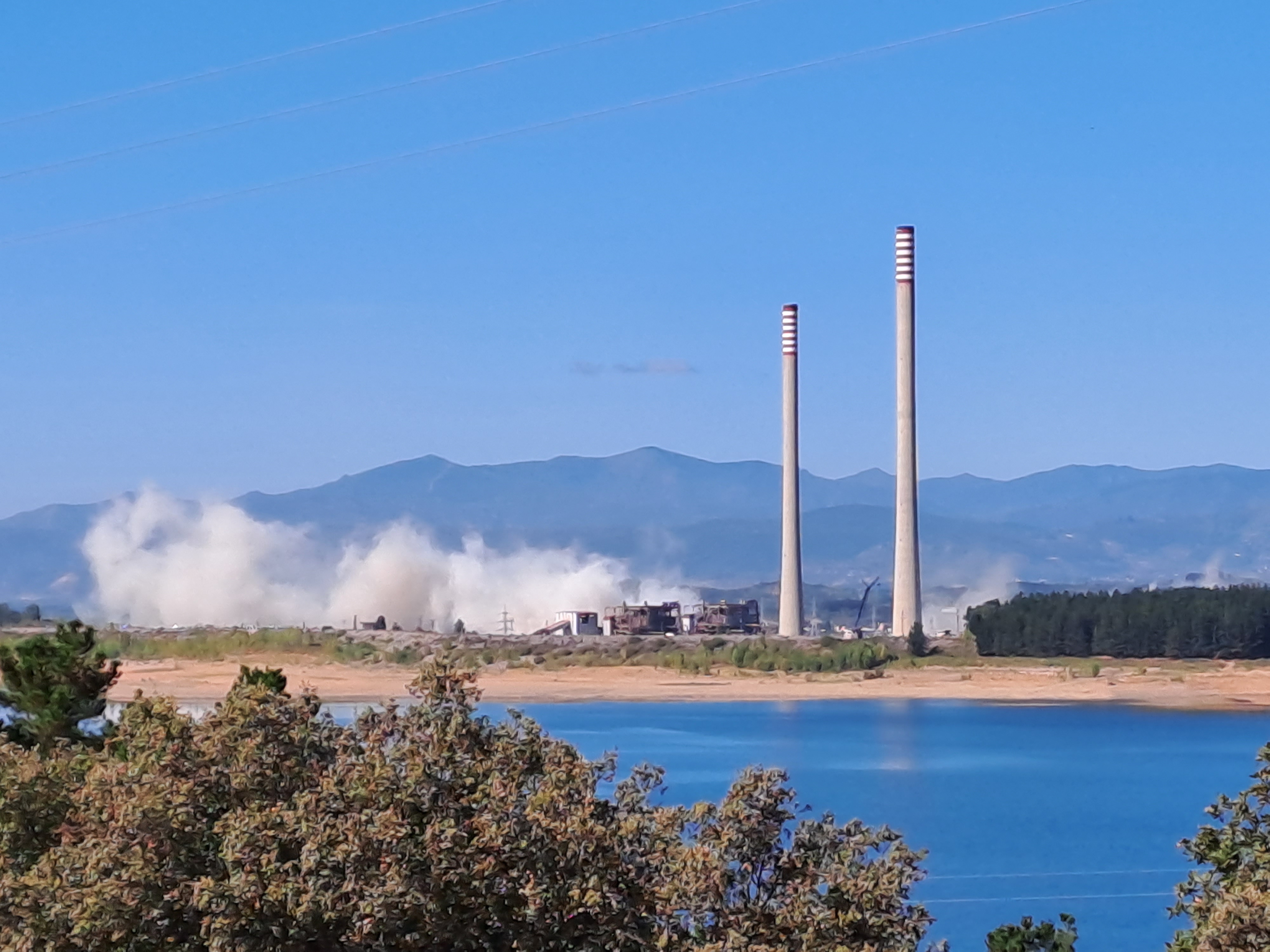
Demolición de la central térmica de Compostilla II en 2023

Existió una gran actividad fabril en la comarca alrededor del carbón utilizado para la producción de electricidad. En 1944 se fundó ENDESA en el Bierzo para la producción de energía eléctrica, actividad que continuó en activo hasta el cierre de las centrales térmicas de Compostilla II y Anllares. En la actualidad destacan el sector siderúrgico (Roldán), eólico (Comonor, LM), la extracción de pizarra (numerosas empresas), y la presencia de sectores del vidrio, cemento (Cosmos) y la construcción (Martínez Núñez, Begar). Asimismo, posee un tejido de pequeñas empresas en los tres sectores. El sector servicios, al igual que en el resto del país, va adquiriendo más peso a medida que se desmantela el sector secundario. Todo ello unido a una industria agroalimentaria en progresión, tanto en cantidad como en calidad y prestigio (vino, industrias cárnicas, hortofrutícolas).

### Industria hidroeléctrica
| Embalses                                              | Centrales    | kWh     |
| ----------------------------------------------------- | ------------ | ------- |
| Las Rozas (28)* + Matalavilla (57)*                   | Ondinas      | 80 800  |
| Desvío Sil + captación Valdeprado                     | Peañadrada   | 37 600  |
| Desvío Sil en Peñadrada                               | Santa Marina | 19 200  |
| Bárcena (341,5)*                                      | Bárcena      | 57 600  |
| Monte Arenas (1,7)* + Azufre (4)* + Campañana (13,8)* | Cornatel     | 121 600 |
| Peñarrubia (12,5)*                                    | Quereño      | 34 000  |

*Capacidad de cada embalse en millones de metros cúbicos.
En total, el Bierzo tiene una capacidad acumulada directamente o en trasvase de 458,5 millones de metros cúbicos de agua que totaliza una potencia instalada de 350 800 kWh.

### Agricultura

Denominación de Origen Bierzo.

El clima berciano posibilita una producción excelente de frutas y verduras. Así como una magnífica variedad de vinos, entre los que destacan los que están inscritos en la Denominación de Origen Bierzo. Los viñedos normalmente se emplazan a partir de los 460 metros sobre el nivel del mar, en ambos márgenes del río Sil, y en los valles de sus afluentes: ríos Meruelo, Boeza, Selmo, Cúa y Burbia, donde en el altiplano delimitado por Otero, Valtuille de Abajo, Valtuille de Arriba, Villafranca del Bierzo, Corullón y Horta constituye la mayor concentración de viñedo viejo de la variedad mencía.
La agricultura berciana se divide en dos partes, la del Bierzo Alto y la de la zona baja de la comarca. El Bierzo Alto se caracteriza por la abundancia de agricultura de tipo tradicional y a tiempo parcial. Sin embargo en la zona baja, se desarrolla una agricultura moderna basada en el regadío y cultivos con buena salida en el mercado.

#### Denominaciones de origen

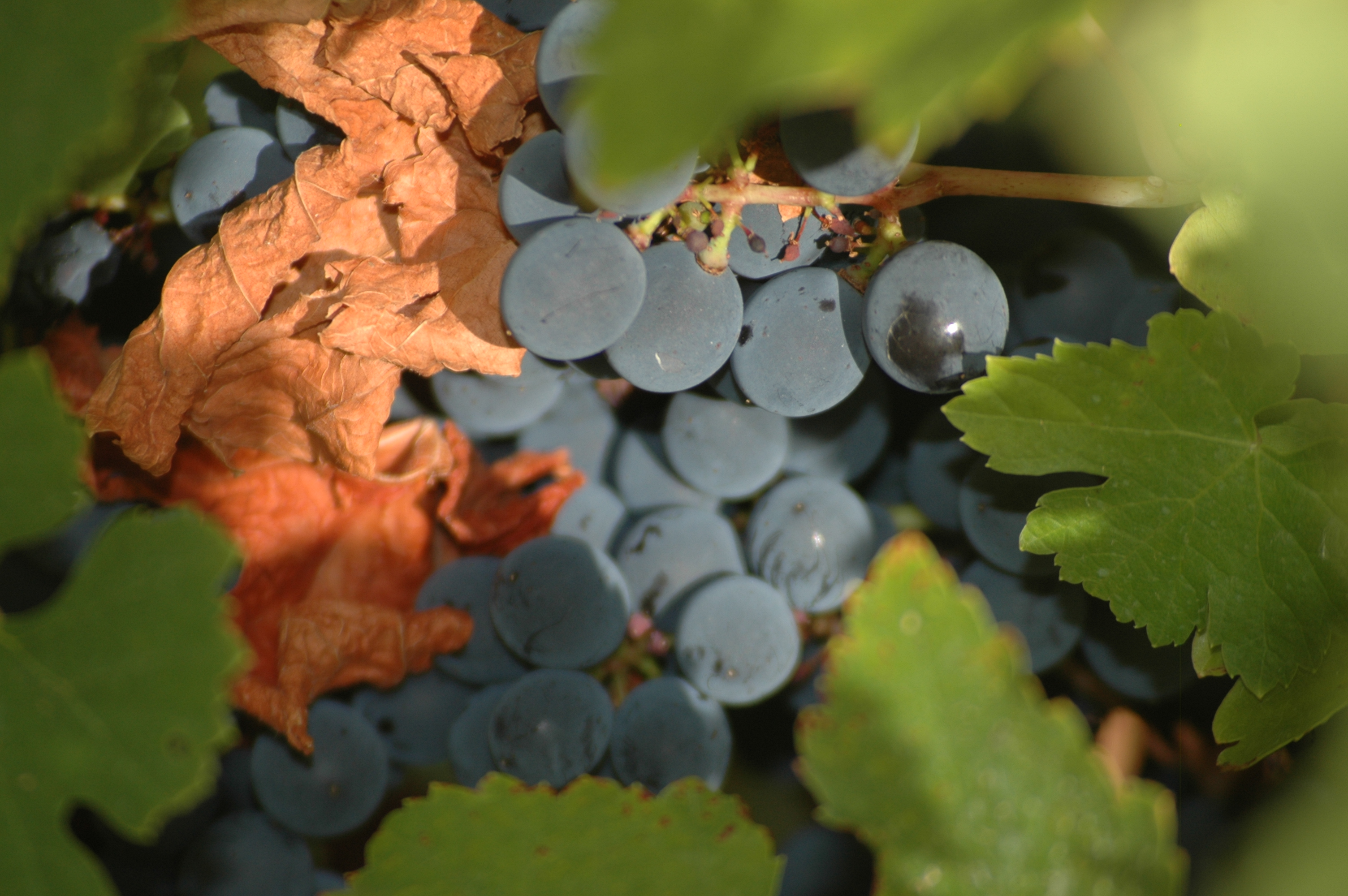
Uva mencía variedad autóctona del Bierzo.

- Vino
- Manzana reineta
- Pera de conferencia
- Pimiento Asado
- Castaña
- Botillo del Bierzo
- Cereza

### Minería
La comarca del Bierzo ha estado vinculada a la actividad minera desde la Edad Antigua. En la cuenca berciana abundaban las minas de oro, protegido por una gruesa capa arcillosa. Fue este metal precioso lo que atrajo a los romanos hasta esta zona extrema del occidente europeo, y a la explotación de estas minas de oro, las mayores del Imperio romano, debían parte de su importancia ciudades del noroeste peninsular como Astorga y Lugo.[cita requerida]
Posteriormente, en diferentes periodos históricos, la explotación del oro de la Antigüedad sería sustituida en el Bierzo por la de otros minerales como el hierro, el wolframio y, finalmente, el carbón, cuando ya en la Edad Contemporánea primase por encima de todo el valor de las nuevas fuentes energéticas.[cita requerida]. Este sector dio origen a un importante movimiento en los sindicatos mineros, y tuvo especial incidencia en el desarrollo de la Revolución minera del Bierzo, previa a la revolución de Asturias y a la guerra civil española.[cita requerida]
Hasta el cierre definitivo de las minas de carbón en el año 2018 empresas como Minero Siderúrgica de Ponferrada, Uminsa, Grupo Alto Bierzo, Carbones Arlanza o Minas de Valdeloso tenían sus centros de trabajo en el Bierzo y en la vecina comarca de Laciana. Por su proximidad a las minas de carbón, el Bierzo fue un punto muy importante en la generación de energía proveniente de centrales térmicas. De las tres centrales térmicas de la provincia, dos de ellas (Compostilla II y Anllares) estaban en la comarca berciana.

### Construcción
Cuna de los dos principales grupos empresariales de Castilla y León. Begar (Begar, UFC, Diario de León, Televisión Castilla y León, Punto Radio y la antigua empresa de cable Retecal, adquirida ONO) de la mano de José Luis Ulibarri, y del Grupo Martínez Núñez (Teconsa, Proinsa, La Estrella, GH, La Crónica de León) propiedad de José Martínez Nuñez.

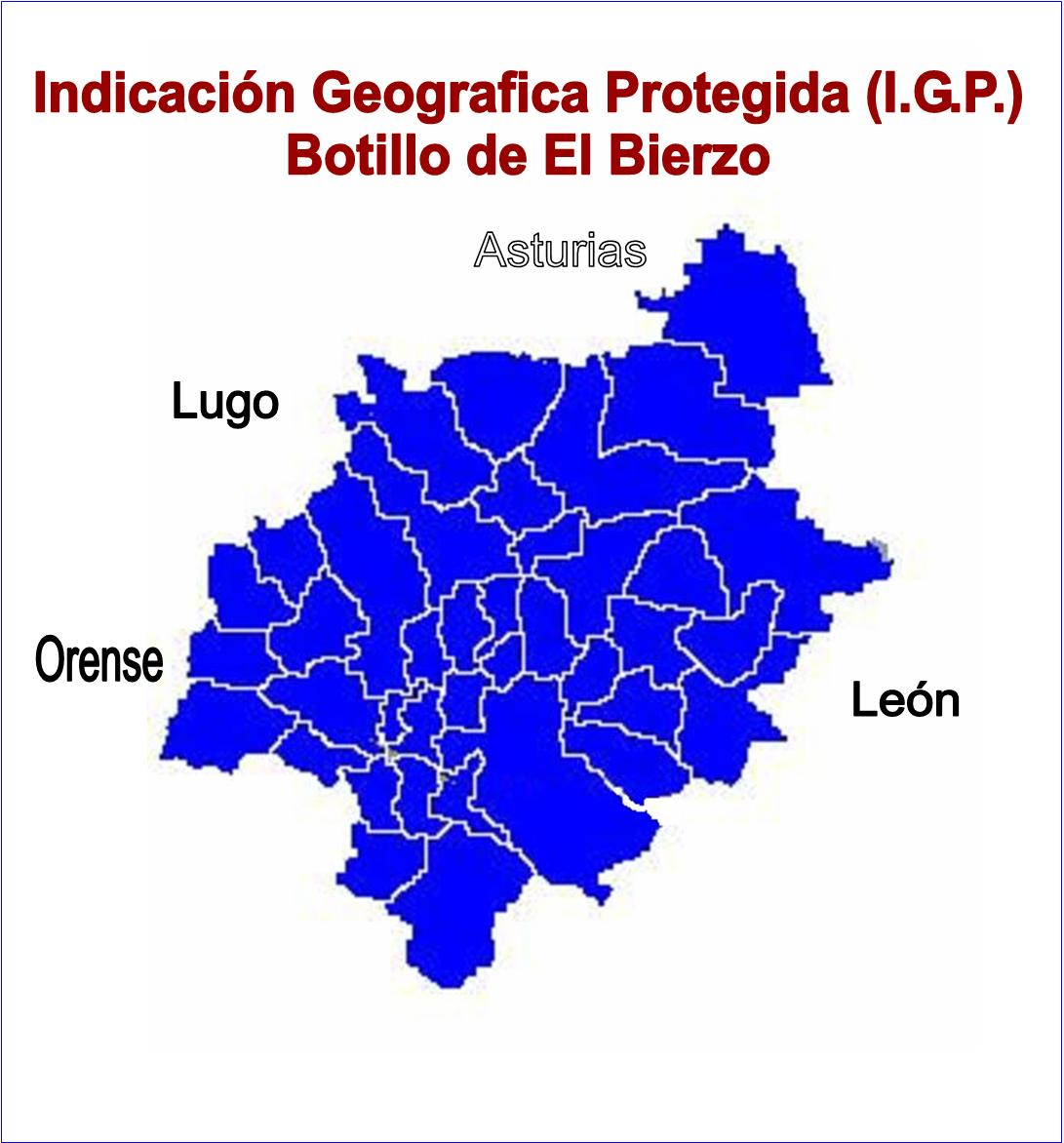
La IGP Botillo del Bierzo entrando también en la Indicación Geográfica protegida la comarca tradicional de Laciana.

### Turismo
Existe un incipiente turismo rural basado en la belleza de sus paisajes naturales como los Ancares o el valle del Silencio, y los creados por el hombre como Las Médulas, una explotación de oro realizada por los romanos y ahora declarada Patrimonio de la Humanidad. Destaca también su patrimonio artístico a lo largo del recorrido del Camino de Santiago , la arquitectura rural de la Tebaida leonesa y la industria vitícola y la gastronomía de la comarca.

### Industria farmacéutica y laboratorio
Pharmadus: Procesos Farmacéuticos Industriales SL (Laboratorio farmacéutico), Cofarle (Farmacéutica), Laboratorio Biosalud: Maricielo SL (Laboratorios de análisis de alimentos y aguas).

## Cultura
En el Bierzo se pueden encontrar algunos de los más importantes muestras del arte mozárabe como la iglesia de Santiago de Peñalba y la de Santo Tomás de las Ollas. También podemos encontrar entre su amplio patrimonio histórico artístico importantes muestras de todos los periodos artísticos, románico, gótico, barroco...
La comarca posee un tejido cultural del que se podría destacar el campus del Bierzo en Ponferrada, perteneciente a la Universidad de León y los movimientos culturales generados por iniciativa del ayuntamiento ponferradino (a través de los museos municipales y de la Casa de la Cultura), la Obra Social de Caja España, Ediciones Hontanar y el Instituto de Estudios Bercianos. Asimismo, en el Bierzo están presentes las emisoras de radio: RNE, Onda Bierzo-Onda Cero, Melodía FM, Europa FM COPE-Bierzo, Radio Bierzo-Cadena Ser, FM Bierzo-Happy FM; la prensa escrita: Diario de León, Bierzo7, así como diversos medios de prensa digital y televisiones locales y por Internet: InfoBierzo.com, El Bierzo Digital, Bembibre Digital, Bierzo Diario, Fabero.net, Noticias de Toral de los Vados (digital), Bierzo deportes.com, eBierzo, Bierzo TV... También en toda la comarca se percibe la señal de la Televisión de Galicia y se escucha sin problemas la Radio Galega.

### Idiomas

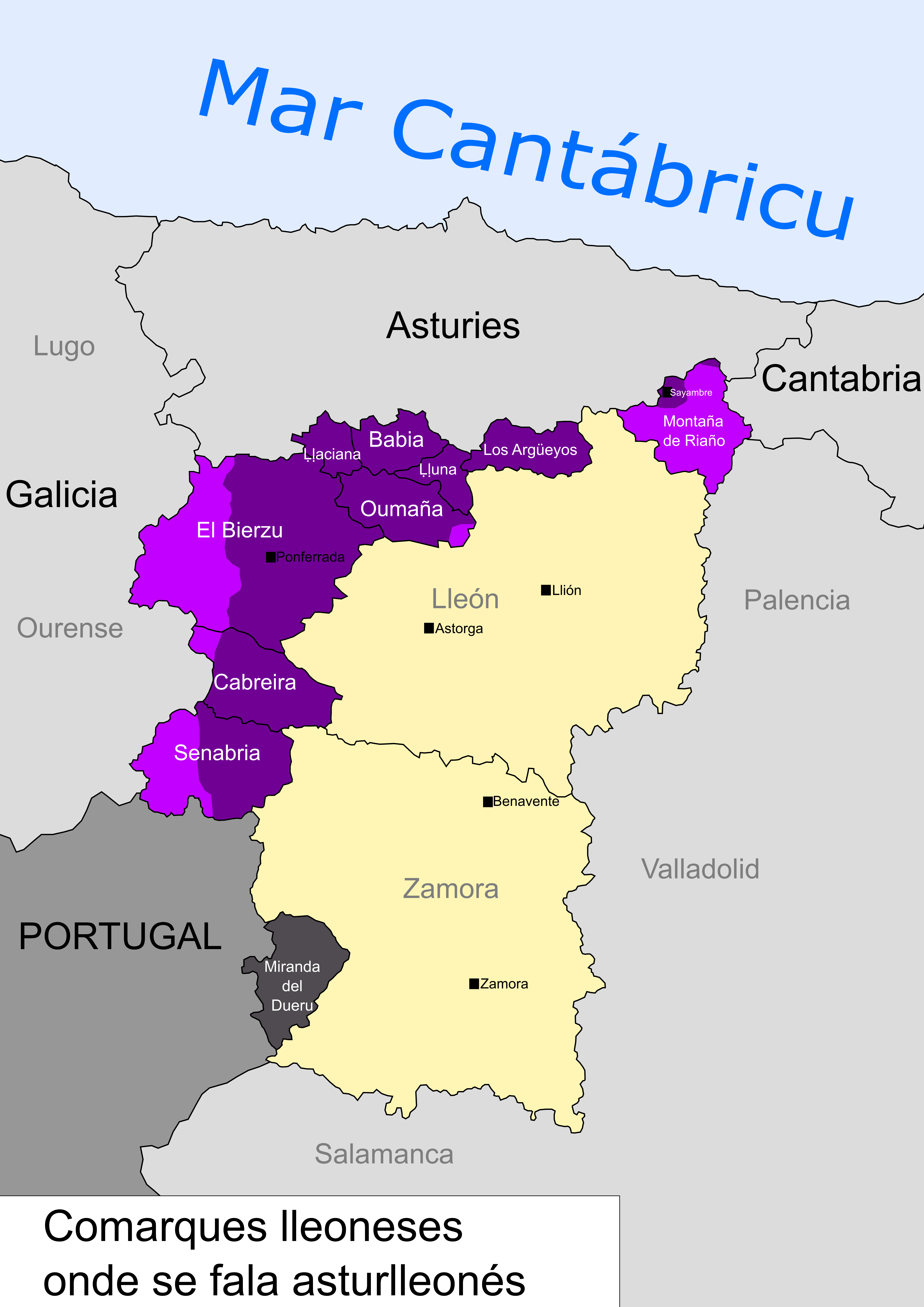
Comarcas leonesas donde se habla asturleonés.

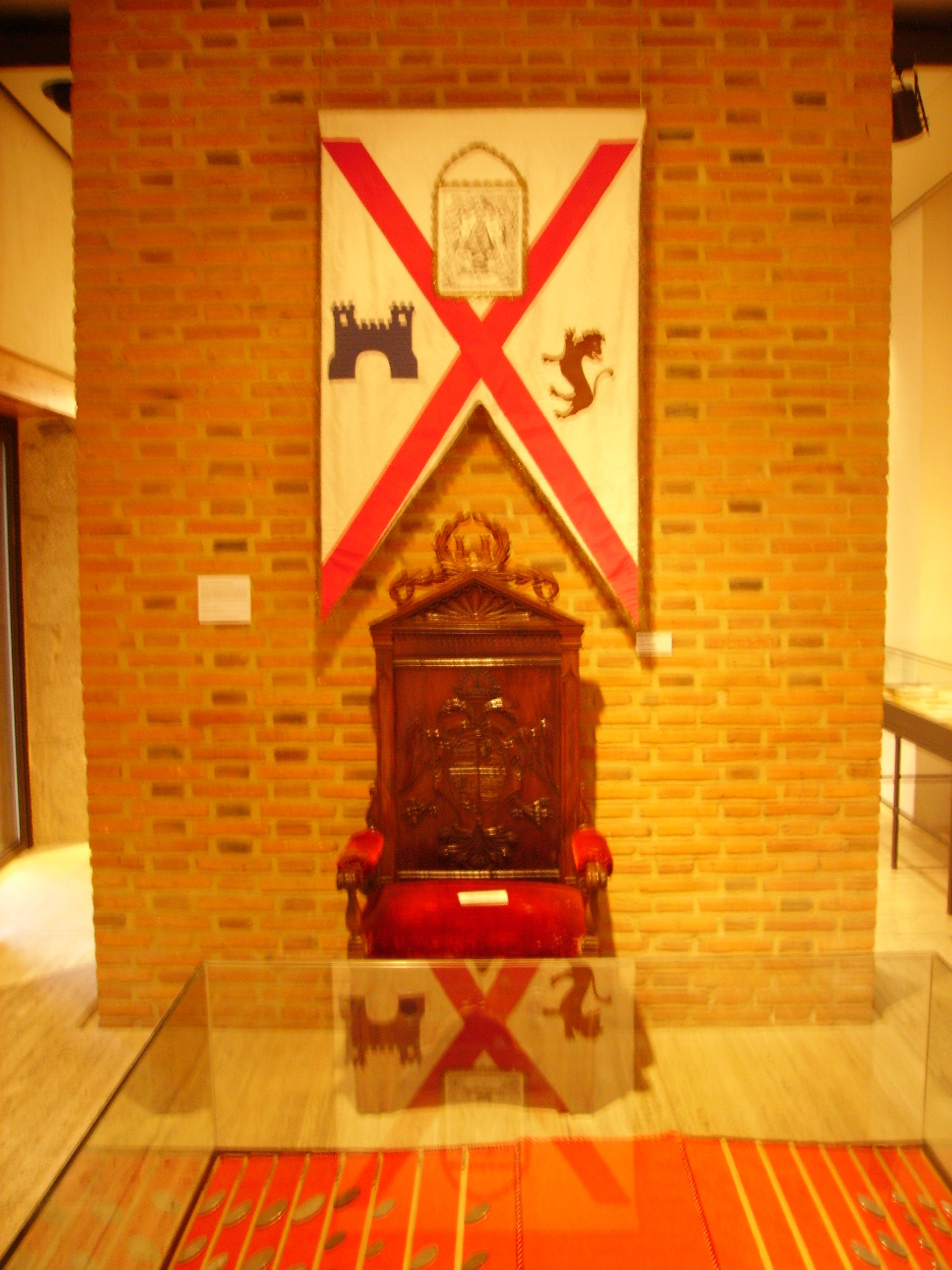
Pendón de lanzas con la Cruz de San Andrés. Inspiración de la actual bandera del Bierzo (Museo del Bierzo, Ponferrada).

La lengua predominante es el castellano, pero con importantes influencias del gallego y del leonés que se van acrecentando según se va de oriente a occidente y el norte respectivamente. Según Menéndez Pidal, la mitad oeste de la comarca, pertenece al dominio lingüístico gallego, y la mitad este al asturleonés. Actualmente hay voces expertas que dudan de la existencia de esa división o frontera explicando que es el Bierzo la frontera y por tanto de ahí que las influencias de uno y otro lleguen a este y oeste con numerosas formas híbridas (dialecto berciano y sus variantes locales).
El empleo del gallego y del leonés en el uso cotidiano tiene suertes dispares, aunque ambos han disfrutado de una reciente revitalización a través de la labor de distintas asociaciones que promueven su uso y estudio, aunque el leonés continua teniendo un uso muy limitado, mientras que el gallego extiende su uso en su zona de influencia, permitiéndose su enseñanza reglada en el occidente del Bierzo, según un acuerdo entre la Consejería de Educación de la Junta de Galicia y la Consejería de Educación de Castilla y León. En el curso 2005-2006 había 844 alumnos que estudiaban gallego en 9 municipios bercianos, a cargo de 47 profesores, y en el curso 2008-2009 son más de 1000 los alumnos que cursan gallego en el Bierzo y en Las Portillas. Además en el Estatuto de Autonomía de Castilla y León, en su artículo 5.º, se indica: "Gozarán de respeto y protección la lengua gallega y las modalidades lingüísticas en los lugares en que habitualmente se utilicen".
El pachuezu o patsuezu es la variante del asturleonés occidental más arraigada en el norte del Bierzo,[cita requerida] concejos de Palacios del Sil y Páramo del Sil. Su dominio se extiende desde Luarca hasta el Bierzo, y su principal rasgo característico es la 'ch' vaqueira representada por ts, tx o l.l, esta última como sugerencia de la Academia de la Lengua Asturiana.
Las hablas llegaron en su contacto a cierta hibridación entre ellas, con una evolución propia, esto dio lugar al dialecto berciano, confluencia particular de las ramas gallegas y asturleonesas, con numerosas variantes locales (habla de Bembibre, dialecto ancarés, toreniense,...); este fenómeno se da también en la zona fronteriza entre Galicia y Asturias o entre Galicia y Zamora (en Sanabria). Por otra parte, muchos de los valles o comarcas que forman el Bierzo conservan significativas peculiaridades en su habla o han desarrollado jergas comerciales locales (como el burón de los arrieros del valle de Fornela-Peranzanes).
Dialecto berciano

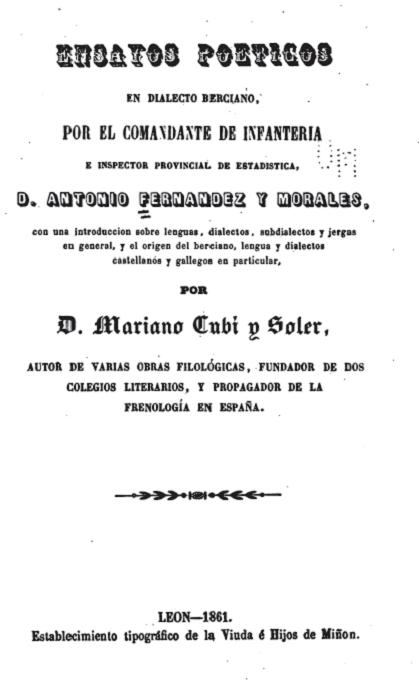
Portada del libro (edición de 1861).

Se ha considerado siempre al Bierzo como un puente entre el gallego y el leonés; pero con caracteres propios muy diferenciados, que llevaron a definir esa habla del Bierzo como dialecto berciano en el siglo XIX recogido posteriormente en diversas publicaciones.
Una frontera imaginaria que parte del Alto Cúa hasta parte del actual municipio de Ponferrada (Fuentesnuevas y Dehesas) divide los territorios lingüísticos. Desde antiguo ambos fueron el habla o lenguaje cotidiano o tradicional. Hoy en día, evitando las poblaciones más urbanas, donde lo autóctono, lingüísticamente hablando, prácticamente ha desaparecido, se nota cómo formas se hibridan, a veces, y cómo se entremezclan resultados fonéticos gallegos y asturleoneses (y aún castellanos) coexistiendo ambas formas en algunos casos. Por otra parte, muchos de los valles o comarcas que forman el Bierzo conservan significativas peculiaridades en su habla, surgiendo así jergas como el burón (jerga de los vendedores y albarderos ambulantes de Fornela), y el dialecto ancarés.

### Tradiciones y costumbres
El entroido

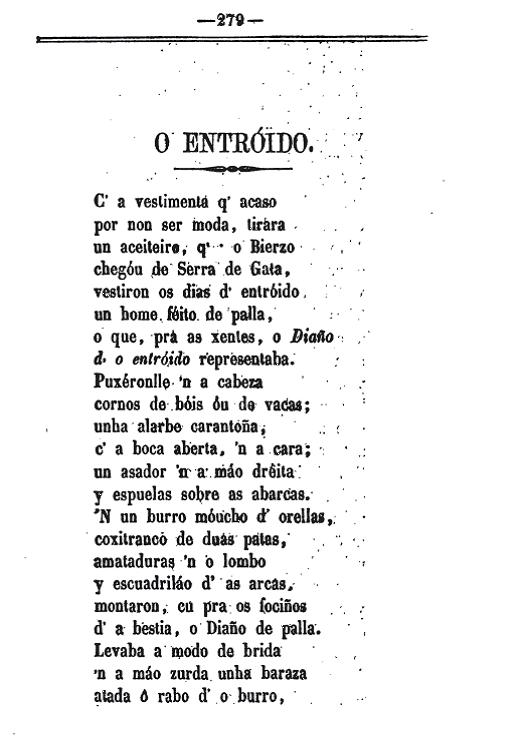
Comienzo del cuento dedicado al entroido, publicado en el libro "Ensaios poéticos en dialecto berciano" de D. Antonio Fernández y Morales).

En el Bierzo era tradición, y aún se conserva y reivindica esa costumbre, de comer el último botillo de la matanza en el entroido.
El entroido (también conocido como entróïdo o entroito) se corresponde con el "antruejo" (el antruejo, según la RAE, son el "Conjunto de los tres días de carnestolendas", siendo estas el carnaval). El probable significado de esta tradición puede ser que la llegada de la Cuaresma, impidiendo el consumo de carne, y la del calor (sobre todo si el entroido llegaba ya avanzado el año) provocaba que el botillo, al ser un embutido semicurado, pudiera estropearse no sobreviviendo tanto tiempo en buenas condiciones para su consumo). Esta tradición, a pesar de que hoy el botillo puede comerse y elaborarse todo el año, se intenta conservar realizándose festivales y botilladas populares en distintos puntos del Bierzo en esas fechas. Un partido político del Bierzo, el Partido del Bierzo, rememora cada año esa tradición entregando un premio desde hace 30 años, llamado Botillo de Oro, ese día.
También ese día se solía hacer el Diaño do entróido (el diablo del entroido/carnaval) que acompañaba, hace años, batallas de hortalizas.
En Galicia existe el entroido, que se corresponde también con el carnaval y que comparte en algunos lugares personajes parecidos al Diaño do entroido.
Diaño do entroido
Es una tradición que estaba casi perdida, en la que se vestía a un pelele con ropajes estrambóticos y se le subía a un borrico mientras se le paseaba por las calles, acompañando el "desfile carnavalesco". Recientemente, 2014, se ha recuperado esta tradición
El Magosto

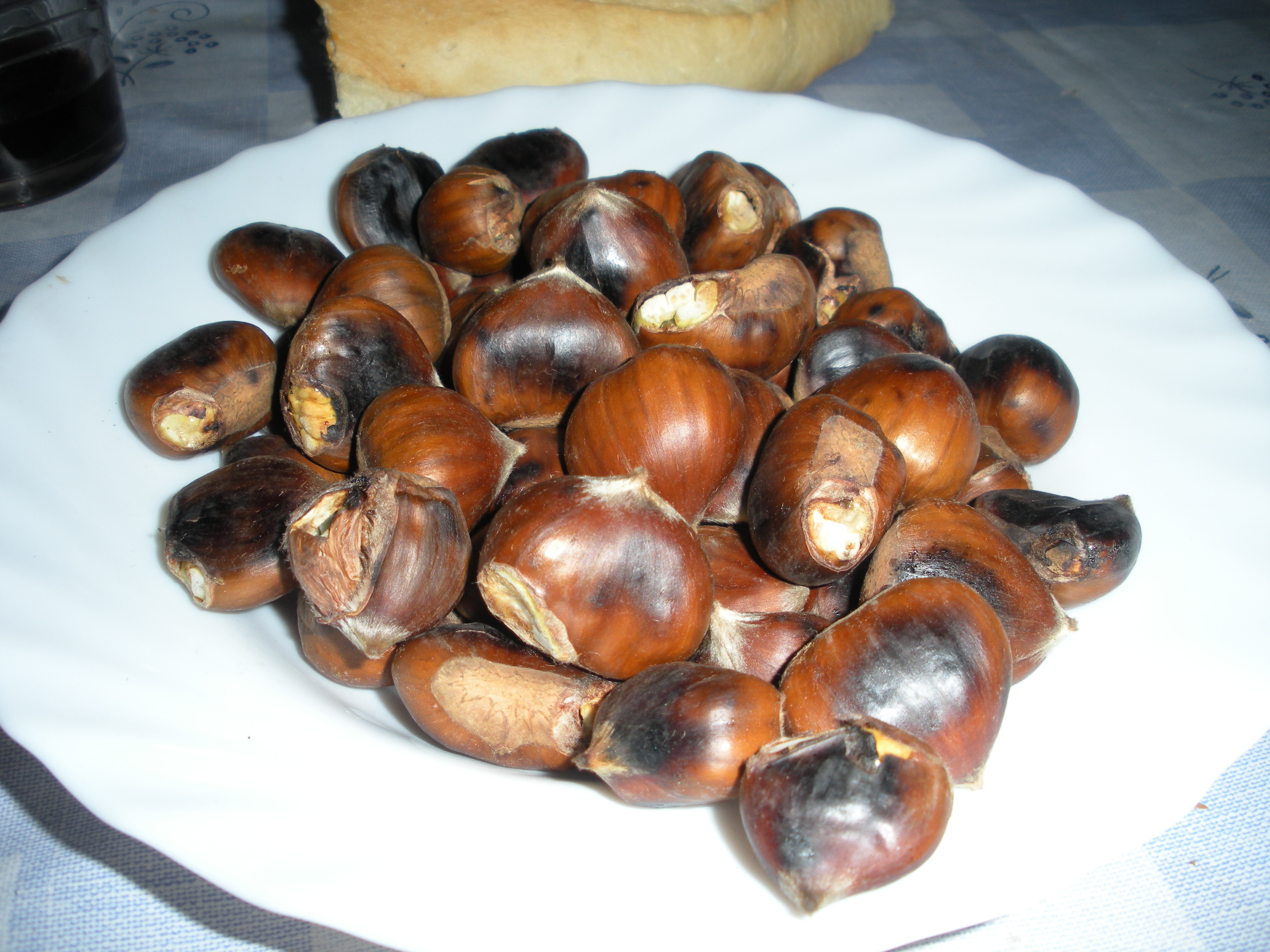
Castañas asadas.

En los días comprendidos entre el 1 de noviembre (Todos los Santos) y el 11 de noviembre (San Martín) (puede celebrarse, también en fechas cercanas), se suele celebrar esta fiesta donde no faltan las castañas asadas en el fuego, el vino nuevo y los chorizos.
La fiesta consiste en realizar una hoguera y, una vez hay brasas, se coloca sobre ellas un cilindro metálico con agujeros en su base, llamado tambor o, en algunas zonas, tixolo.
Sobre este recipiente, u otro por el estilo, se extienden las castañas a las que previamente se les ha realizado un corte en un extremo para que no salten o exploten. Una vez asadas se pelan y se comen.
Es común tiznarse la cara con los restos de la hoguera, saltar las hogueras ya que trae suerte así como realizar diferentes juegos tradicionales, contar cuentos y cantar canciones populares.
El filandón

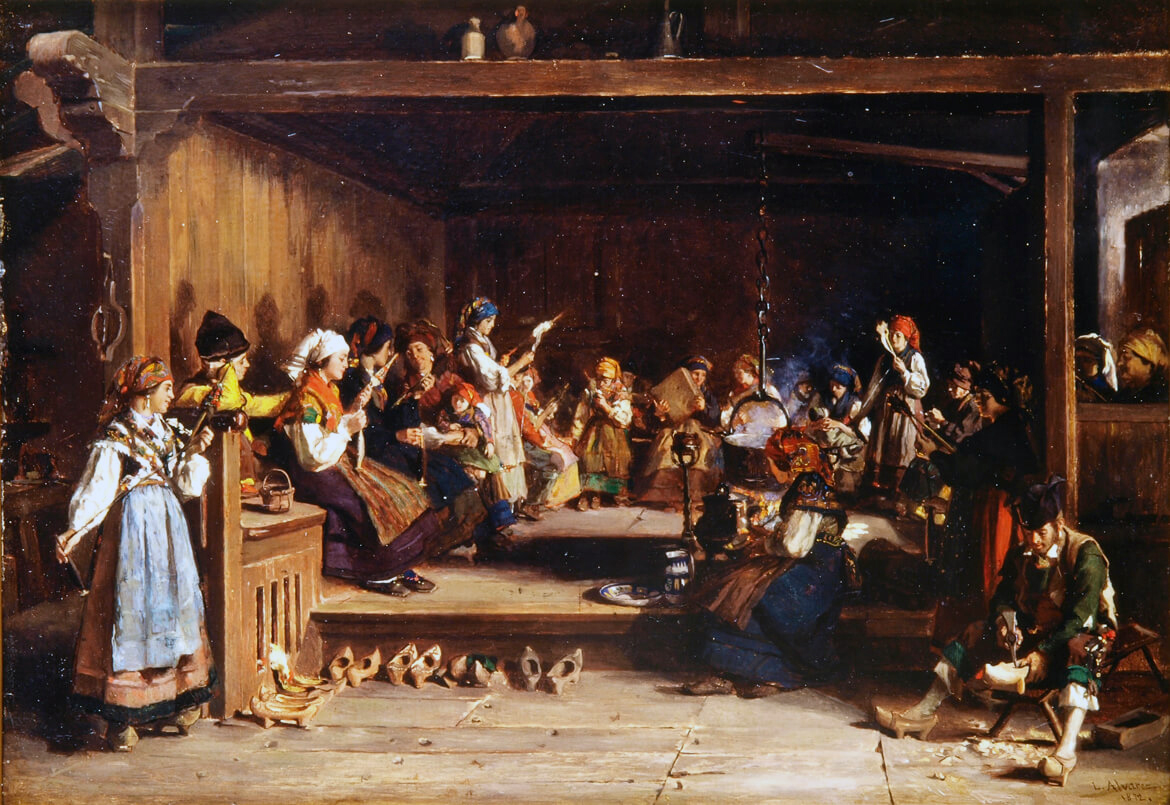
Filandón cuadro de 1872 de Luis Álvarez Catalá..

El filandón (una versión del mismo sería el fiandón o la xolda en dialecto Cabreirés) es una reunión que se celebra por las noches una vez terminada la cena, en la que se cuentan en voz alta cuentos al tiempo que se trabaja en alguna labor manual (generalmente textil). Tal reunión se solía hacer alrededor del hogar, con los participantes sentados en escaños o bancadas.

## Gastronomía
Algunas de sus más típicas riquezas culinarias son el botillo (bajo la regulación del Consejo Regulador de la Indicación Geográfica Protegida Botillo del Bierzo), la androlla, los pimientos, la manzana reineta, la pera conferencia, las castañas, las cerezas y sus vinos de la variedad mencía y godello bajo la Denominación de Origen Bierzo.
La Cofradía Gastronómica del Real Botillo del Bierzo, celebra numerosas fiestas promocionales del botillo del Bierzo, denominadas popularmente botilladas.